# Russia ai Giochi della XXIX Olimpiade
La Russia ha partecipato ai Giochi della XXIX Olimpiade di Pechino, svoltisi dall'8 al 24 agosto 2008, con una delegazione di 454 atleti.

## Medaglie
| Medaglia | Atleta | Sport                | Evento                                  |
| -------- | --- | -------------------- | --------------------------------------- |
| Oro      | Nazyr Mankiev | Lotta greco-romana   | 55 kg maschile                          |
| Oro      | Islam-Beka Albiev | Lotta greco-romana   | 60 kg maschile                          |
| Oro      | Aslanbek Chuštov | Lotta greco-romana   | 96 kg maschile                          |
| Oro      | Mavlet Batirov | Lotta libera         | 60 kg maschile                          |
| Oro      | Buvaisar Saitiev | Lotta libera         | 74 kg maschile                          |
| Oro      | Širvani Muradov | Lotta libera         | 96 kg maschile                          |
| Oro      | Valerij Borčin | Atletica leggera     | Marcia 20 km maschile                   |
| Oro      | Gulnara Samitova-Galkina | Atletica leggera     | 3000 siepi femminili                    |
| Oro      | Elena Isinbaeva | Atletica leggera     | Salto con l'asta femminile              |
| Oro      | Andrej Sil'nov | Atletica leggera     | Salto in alto maschile                  |
| Oro      | Olga Kaniskina | Atletica leggera     | Marcia 20 km femminile                  |
| Oro      | Anastasija Davydova Anastasia Ermakova | Nuoto sincronizzato  | Duo                                     |
| Oro      | Anastasija Davydova Anastasia Ermakova Maria Gromova Natal'ja Iščenko Elvira Khasyanova Olga Kužela Elena Ovčinnikova Anna Šorina Svetlana Romašina | Nuoto sincronizzato  | Squadre                                 |
| Oro      | Svetlana Bojko Aida Šanaeva Evgenija Lamonova Viktorija Nikišina                                                                                    | Scherma              | Fioretto a squadre femminile            |
| Oro      | Elena Dement'eva | Tennis               | Singolare femminile                     |
| Oro      | Larisa Il'čenko | Nuoto                | Fondo 10 km femminile                   |
| Oro      | Andrej Moiseev | Pentathlon moderno   | Gara maschile                           |
| Oro      | Rachim Čakčiev | Pugilato             | Pesi massimi                            |
| Oro      | Aleksej Tiščenko | Pugilato             | Pesi leggeri                            |
| Oro      | Maksim Opalev | Canoa/kayak          | C1 500 m maschile                       |
| Oro      | Evgenija Kanaeva | Ginnastica ritmica   | Concorso individuale                    |
| Oro      | Margarita Alijčuk Anna Gavrilenko Tat'jana Gorbunova Elena Posevina Dar'ja Škurichina Natal'ja Zueva                                                | Ginnastica ritmica   | Concorso a squadre                      |
| Argento  | Dmitrij Sautin Jurij Kunakov | Tuffi                | Trampolino 3 m sincro maschile          |
| Argento  | Julija Pachalina Anastasija Pozdnjakova | Tuffi                | Trampolino 3 m sincro femminile         |
| Argento  | Julija Pachalina | Tuffi                | Trampolino 3 m femminile                |
| Argento  | Ljubov' Galkina | Tiro                 | Carabina 10 m aria compressa femminile  |
| Argento  | Natal'ja Paderina | Tiro                 | Pistola 10 m aria compressa femminile   |
| Argento  | Khasan Baroyev | Lotta greco-romana   | 120 kg maschile                         |
| Argento  | Alyona Kartašova | Lotta libera         | 63 kg femminile                         |
| Argento  | Bakhtiyar Akhmedov | Lotta libera         | 120 kg maschile                         |
| Argento  | Marina Šainova | Sollevamento pesi    | 58 kg femminile                         |
| Argento  | Oksana Slivenko | Sollevamento pesi    | 69 kg femminile                         |
| Argento  | Dmitrij Klokov | Sollevamento pesi    | 105 kg maschile                         |
| Argento  | Evgenij Chigišev | Sollevamento pesi    | +105 kg maschile                        |
| Argento  | Tat'jana Lebedeva | Atletica leggera     | Salto triplo femminile                  |
| Argento  | Marija Abakumova | Atletica leggera     | Lancio del giavellotto femminile        |
| Argento  | Tat'jana Lebedeva | Atletica leggera     | Salto in lungo femminile                |
| Argento  | Evgenij Luk'janenko | Atletica leggera     | Salto con l'asta maschile               |
| Argento  | Dinara Safina | Tennis               | Singolare femminile                     |
| Argento  | Danila Izotov Evgenij Lagunov Nikita Lobincev Aleksandr Suchorukov Michail Poliščuk                                                                 | Nuoto                | Staffetta 4x200 m stile libero maschile |
| Argento  | Aleksandr Kostoglod Sergej Ulegin | Canoa/kayak          | C2 500 m maschile                       |
| Argento  | Russia | Pallamano            | Torneo femminile                        |
| Bronzo   | Tat'jana Černova | Atletica leggera     | Eptathlon femminile                     |
| Bronzo   | Ekaterina Volkova | Atletica leggera     | 3000 siepi femminili                    |
| Bronzo   | Svetlana Feofanova | Atletica leggera     | Salto con l'asta femminile              |
| Bronzo   | Jaroslav Rybakov | Atletica leggera     | Salto in alto maschile                  |
| Bronzo   | Denis Nižegorodov | Atletica leggera     | Marco 50 km maschile                    |
| Bronzo   | Maksim Dyldin Vladislav Frolov Anton Kokorin Denis Alekseev                                                                                         | Atletica leggera     | Staffetta 4x400 m maschile              |
| Bronzo   | Anna Čičerova | Atletica leggera     | Salto in alto femminile                 |
| Bronzo   | Arkadij Vjatčanin | Nuoto                | 100 m dorso maschili                    |
| Bronzo   | Arkadij Vjatčanin | Nuoto                | 200 m dorso maschili                    |
| Bronzo   | Aleksej Alipov | Tiro                 | Trap maschile                           |
| Bronzo   | Vladimir Isakov | Tiro                 | Pistola 50 m maschile                   |
| Bronzo   | Dmitrij Dobroskok Gleb Sergeevič Gal'perin | Tuffi                | Piattaforma 10 m sincro maschile        |
| Bronzo   | Gleb Sergeevič Gal'perin | Tuffi                | Piattaforma 10 m maschile               |
| Bronzo   | Michail Kuznecov Dmitrij Larionov | Canoa/kayak          | Slalom C2 maschile                      |
| Bronzo   | Bair Badënov | Tiro con l'arco      | Individuale maschile                    |
| Bronzo   | Nadežda Evstuchina | Sollevamento pesi    | 75 kg femminile                         |
| Bronzo   | Khadjimourad Akkaev | Sollevamento pesi    | 94 kg maschile                          |
| Bronzo   | Dmitrij Lapikov | Sollevamento pesi    | 105 kg maschile                         |
| Bronzo   | Vera Zvonarëva | Tennis               | Singolare femminile                     |
| Bronzo   | Anton Golocuckov | Ginnastica artistica | Corpo libero maschile                   |
| Bronzo   | Anton Golocuckov | Ginnastica artistica | Volteggio maschile                      |
| Bronzo   | Besik Kudukhov | Lotta libera         | 55 kg maschile                          |
| Bronzo   | Georgij Ketoev | Lotta libera         | 84 kg maschile                          |
| Bronzo   | Georgij Balakšin | Pugilato             | Pesi mosca                              |
| Bronzo   | Michail Ignat'ev Aleksej Markov | Ciclismo             | Madison maschile                        |
| Bronzo   | Irina Kalent'eva | Ciclismo             | Cross country femminile                 |
| Bronzo   | Aleksandr Kolobnev | Ciclismo             | Corsa in linea maschile                 |
| Bronzo   | Russia | Pallacanestro        | Torneo femminile                        |
| Bronzo   | Russia | Pallavolo            | Torneo maschile                         |

### Medaglie per disciplina
| Sport               | Oro | Argento | Bronzo | Totale |
| ------------------- | --- | ------- | ------ | ------ |
| Atletica leggera    | 5   | 4       | 7      | 16     |
| Lotta               | 6   | 3       | 2      | 11     |
| Ginnastica          | 2   | 0       | 2      | 4      |
| Pugilato            | 2   | 0       | 1      | 3      |
| Nuoto sincronizzato | 2   | 0       | 0      | 2      |
| Nuoto               | 1   | 1       | 2      | 4      |
| Canoa/kayak         | 1   | 1       | 1      | 3      |
| Tennis              | 1   | 1       | 1      | 3      |
| Pentathlon moderno  | 1   | 0       | 0      | 1      |
| Scherma             | 1   | 0       | 0      | 1      |
| Sollevamento pesi   | 0   | 4       | 3      | 7      |
| Tuffi               | 0   | 3       | 2      | 5      |
| Tiro                | 0   | 2       | 2      | 4      |
| Pallamano           | 0   | 1       | 0      | 1      |
| Ciclismo            | 0   | 0       | 3      | 3      |
| Pallacanestro       | 0   | 0       | 1      | 1      |
| Pallavolo           | 0   | 0       | 1      | 1      |
| Tiro con l'arco     | 0   | 0       | 1      | 1      |

### Plurimedagliati
| Atleta                   | Sport               | Oro | Argento | Bronzo | Totale |
| ------------------------ | ------------------- | --- | ------- | ------ | ------ |
| Anastasija Davydova      | Nuoto sincronizzato | 2   | 0       | 0      | 2      |
| Anastasia Ermakova       | Nuoto sincronizzato | 2   | 0       | 0      | 2      |
| Tat'jana Lebedeva        | Atletica leggera    | 0   | 2       | 0      | 2      |
| Julija Pachalina         | Tuffi               | 0   | 2       | 0      | 2      |
| Gleb Sergeevič Gal'perin | Tuffi               | 0   | 0       | 2      | 2      |
| Anton Golotsutskov       | Ginnastica          | 0   | 0       | 2      | 2      |
| Arkadij Vjatčanin        | Nuoto               | 0   | 0       | 2      | 2      |

## Atletica leggera

### Gare maschili
| 100 m             | Andrej Epišin                                               | 10"34 | 2 | 20"25   | 6  |         |      |         |        |  |  |
| 200 m             | Roman Smirnov                                               | 20"76 | 1 | 20"62   | 6  |         |      |         |        |  |  |
| 400 m             | Denis Alekseev                                              |       |   | 45"52   | 5  |         |      |         |        |  |  |
| 400 m             | Maksim Dyldin                                               |       |   | 46"03   | 5  |         |      |         |        |  |  |
| 800 m             | Dmitrij Bogdanov                                            |       |   | 1'47"49 | 3  |         |      |         |        |  |  |
| 800 m             | Jurij Borzakovskij                                          |       |   | 1'45"15 | 2  | 1'46"53 | 3    |         |        |  |  |
| 1500 m            | Vjačeslav Šabunin                                           |       |   | 3'42"53 | 11 |         |      |         |        |  |  |
| 110 m ostacoli    | Evgeniy Borisov                                             | 13"90 | 5 |         |    |         |      |         |        |  |  |
| 110 m ostacoli    | Igor Peremota                                               | 13"59 | 2 | 13"70   | 7  |         |      |         |        |  |  |
| 400 m ostacoli    | Aleksandr Derevyagin                                        |       |   | 49"19   | 5  | 49"23   | 6    |         |        |  |  |
| 3000 siepi        | Ildar Minšin                                                |       |   |         |    | 8'26"85 | 6    |         |        |  |  |
| 3000 siepi        | Pavel Potapovič                                             |       |   |         |    | 8'36"29 | 1028 |         |        |  |  |
| Staffetta 4x400 m | Maksim Dyldin Vladislav Frolov Anton Kokorin Denis Alekseev |       |   |         |    | 3'00"14 | 2    | 2'58"06 | Bronzo |  |  |

| Gara         | Atleta            | Tempo        | Posizione    |
| ------------ | ----------------- | ------------ | ------------ |
| 10000 m      | Sergej Ivanov     | 28'34"72     | 30           |
| Maratona     | Grigorij Andreev  | 2h 13'33"    | 14           |
| Maratona     | Oleg Kulkov       | 2h 18'11"    | 29           |
| Maratona     | Aleksej Sokolov   | 2h 15'57"    | 21           |
| Marcia 20 km | Valerij Borčin    | 1h 19'01"    | Oro          |
| Marcia 20 km | Il'ja Markov      | 1h 22'02"    | 17           |
| Marcia 50 km | Sergej Kirdjapkin | non concluso | non concluso |
| Marcia 50 km | Denis Nižegorodov | 3h 40'14     | Bronzo       |

| Gara                   | Atleta               | Qualificazioni | Qualificazioni | Finale  | Finale  |
| Gara                   | Atleta               | Misura         | Pos.           | Misura  | Pos.    |
| ---------------------- | -------------------- | -------------- | -------------- | ------- | ------- |
| Salto in alto          | Jaroslav Rybakov     | 2,25 m         | 9              | 2,33 m  | Bronzo  |
| Salto in alto          | Andrej Sil'nov       | 2,29 m         | 6              | 2,36 m  | Oro     |
| Salto in alto          | Vjačeslav Voronin    | 2,25 m         | 14             |         |         |
| Salto con l'asta       | Evgenij Luk'janenko  | 5,65 m         | 1              | 5,85 m  | Argento |
| Salto con l'asta       | Igor' Pavlov         | 5,65 m         | 1              | 5,60 m  | 9       |
| Salto con l'asta       | Dmitrij Starodubtsev | 5,65 m         | 11             | 5,70 m  | 5       |
| Salto in lungo         | Vladimir Malyavin    | 7,35 m         | 37             |         |         |
| Salto triplo           | Danil Burkenya       | 16,69 m        | 22             |         |         |
| Salto triplo           | Aleksandr Petrenko   | 16,97 m        | 17             |         |         |
| Salto triplo           | Igor Spasovkhodskiy  | 17,23 m        | 6              | 16,79 m | 9       |
| Getto del peso         | Anton Ljuboslavskij  | 19,87 m        | 18             |         |         |
| Getto del peso         | Pavel Sofin          | 20,29 m        | 8              | 20,42 m | 8       |
| Getto del peso         | Ivan Juškov          | 20,02 m        | 12             | 19,67 m | 11      |
| Lancio del disco       | Bogdan Piščal'nikov  | 64,60 m        | 6              | 65,88 m | 6       |
| Lancio del martello    | Kirill Ikonnikov     | 72,33 m        | 21             |         |         |
| Lancio del martello    | Igor Viničenko       | 72,05 m        | 22             |         |         |
| Lancio del giavellotto | Aleksandr Ivanov     | 79,27 m        | 14             |         |         |
| Lancio del giavellotto | Il'ja Korotkov       | 82,33 m        | 2              | 83,15 m | 7       |
| Lancio del giavellotto | Sergej Makarov       | 72,47 m        | 26             |         |         |

| Prova                  | Aleksej Drozdov | Aleksej Drozdov | Aleksej Drozdov | Aleksandr Pogorelov | Aleksandr Pogorelov | Aleksandr Pogorelov | Aleksej Sysoev | Aleksej Sysoev | Aleksej Sysoev |
| Prova                  | Risultato       | Punti           | Pos.            | Risultato           | Punti               | Pos.                | Risultato      | Punti          | Pos.           |
| ---------------------- | --------------- | --------------- | --------------- | ------------------- | ------------------- | ------------------- | -------------- | -------------- | -------------- |
| 100 metri              | 11"02           | 856             | 15              | 11"07               | 845                 | 18                  | 11"03          | 854            | 16             |
| Salto in lungo         | 7,23 m          | 869             | 15              | 7,37 m              | 903                 | 9                   | 6,77 m         | 760            | 33             |
| Getto del peso         | 16,26 m         | 867             | 3               | 16,53 m             | 884                 | 1                   | 15,42 m        | 816            | 7              |
| Salto in alto          | 2,02 m          | 822             | 10              | 2,08 m              | 878                 | 5                   | 2,11 m         | 906            | 1              |
| 400 metri              | 51"56           | 744             | 28              | 50"91               | 773                 | 27                  | 50"71          | 782            | 23             |
| 110 metri ostacoli     | 15"51           | 789             | 27              | 14"97               | 915                 | 14                  | non concluso   | non concluso   | non concluso   |
| Lancio del disco       | 47,43 m         | 817             | 8               | 50,04 m             | 871                 | 4                   | non partito    | non partito    | non partito    |
| Salto con l'asta       | 5,10 m          | 941             | 2               | 5,00 m              | 910                 | 3                   | non partito    | non partito    | non partito    |
| Lancio del giavellotto | 62,57 m         | 777             | 12              | 64,01 m             | 798                 | 9                   | non partito    | non partito    | non partito    |
| 1500 metri             | 4'41"34         | 672             | 13              | 5'01"56             | 551                 | 22                  | non partito    | non partito    | non partito    |
| Totale                 |                 | 8154            | 12              |                     | 8328                | 4                   |                | non concluso   | non concluso   |

### Gare femminili
| Gara              | Atleta | Batterie | Batterie | Quarti  | Quarti | Semifinali   | Semifinali   | Finale   | Finale |
| Gara              | Atleta | Tempo    | Pos.     | Tempo   | Pos.   | Tempo        | Pos.         | Tempo    | Pos.   |
| ----------------- | --- | -------- | -------- | ------- | ------ | ------------ | ------------ | -------- | ------ |
| 100 m             | Natal'ja Murinovič                                                                                          | 11"55    | 5        | 11"51   | 7      |              |              |          |        |
| 100 m             | Evgenija Poljakova                                                                                          | 11"24    | 1        | 11"13   | 2      | 11"38        | 7            |          |        |
| 100 m             | Natal'ja Rusakova                                                                                           | 11"61    | 5        | 11"49   | 7      |              |              |          |        |
| 200 m             | Julija Čermošanskaja                                                                                        | 22"98    | 4        | 22"63   | 1      | 22"57        | 5            |          |        |
| 200 m             | Aleksandra Fedoriva                                                                                         | 23"29    | 4        | 23"04   | 5      | 23"22        | 8            |          |        |
| 200 m             | Natal'ja Rusakova                                                                                           | 23"21    | 3        | 23"28   | 6      |              |              |          |        |
| 400 m             | Tat'jana Firova                                                                                             |          |          | 50"59   | 3      | 50"31        | 5            | 50"11    | 6      |
| 400 m             | Julija Guščina                                                                                              |          |          | 51"18   | 2      | 50"48        | 1            | 50"01    | 4      |
| 400 m             | Anastasija Kapačinskaja                                                                                     |          |          | 51"32   | 1      | 50"30        | 2            | 50"03    | 5      |
| 800 m             | Tat'jana Andrianova                                                                                         |          |          | 2'00"31 | 2      | 1'58"16      | 5            | 2'02"63  | 8      |
| 800 m             | Svetlana Klyuka                                                                                             |          |          | 2'01"67 | 1      | 1'58"31      | 1            | 1'56"94  | 4      |
| 800 m             | Ekaterina Kostetskaya                                                                                       |          |          | 2'00"54 | 3      | 1'58"33      | 8            |          |        |
| 1500 m            | Anna Al'minova                                                                                              |          |          |         |        | 4'04"66      | 5            | 4'06"99  | 11     |
| 5000 m            | Gulnara Samitova-Galkina                                                                                    |          |          |         |        | 15'11"46     | 5            | 15'56"97 | 12     |
| 5000 m            | Lilija Šobuchova                                                                                            |          |          |         |        | 14'57"77     | 3            | 15'46"62 | 6      |
| 5000 m            | Elena Zadorožnaya                                                                                           |          |          |         |        | non concluso | non concluso |          |        |
| 100 m ostacoli    | Sasha Gradiva                                                                                               |          |          | 13"28   | 5      |              |              |          |        |
| 100 m ostacoli    | Tat'jana Dektyareva                                                                                         |          |          | 13"05   | 4      |              |              |          |        |
| 100 m ostacoli    | Julija Kondakova                                                                                            |          |          | 13"07   | 4      |              |              |          |        |
| 400 m ostacoli    | Ekaterina Bikert                                                                                            |          |          | 55"15   | 2      | 54"38        | 5            | 54"96    | 6      |
| 400 m ostacoli    | Irina Obedina                                                                                               |          |          | 55"71   | 2      | 55"69        | 6            |          |        |
| 400 m ostacoli    | Anastasia Ott                                                                                               |          |          | 55"34   | 2      | 54"74        | 6            |          |        |
| 3000 siepi        | Gulnara Samitova-Galkina                                                                                    |          |          |         |        | 9'15"17      | 1            | 8'58"81  | Oro    |
| 3000 siepi        | Ekaterina Volkova                                                                                           |          |          |         |        | 9'23"06      | 3            | 9'07"64  | Bronzo |
| 3000 siepi        | Tat'jana Petrova                                                                                            |          |          |         |        | 9'28"85      | 1            | 9'12"33  | 4      |
| Staffetta 4x100 m | Evgenija Poljakova Aleksandra Fedoriva Julija Guščina Julija Čermošanskaja                                  |          |          |         |        | 42"87        | 2            | 42"31    | Sq.    |
| Staffetta 4x400 m | Julija Guščina Ljudmila Litvinova Tat'jana Firova Anastasija Kapačinskaja Elena Migunova Tat'jana Veškurova |          |          |         |        | 3'23"71      | 1            | 3'18"82  | Sq.    |

| Gara         | Atleta             | Tempo        | Posizione    |
| ------------ | ------------------ | ------------ | ------------ |
| 10000 m      | Inga Abitova       | 30'37"33     | 6            |
| 10000 m      | Tat'jana Aryasova  | 31'45"57     | 19           |
| 10000 m      | Marija Konovalova  | 30'35"84     | 5            |
| Maratona     | Galina Bogomolova  | non concluso | non concluso |
| Maratona     | Irina Timofeyeva   | 2h 27'31"    | 7            |
| Maratona     | Svetlana Zacharova | 2h 32'16"    | 22           |
| Marcia 20 km | Tat'jana Kalmykova | squalificata | squalificata |
| Marcia 20 km | Olga Kaniskina     | 1h 26'31     | Oro          |
| Marcia 20 km | Tat'jana Sibileva  | 1h 28'28"    | 11           |

| Gara                   | Atleta              | Qualificazioni | Qualificazioni | Finale  | Finale  |
| Gara                   | Atleta              | Misura         | Pos.           | Misura  | Pos.    |
| ---------------------- | ------------------- | -------------- | -------------- | ------- | ------- |
| Salto in alto          | Anna Čičerova       | 1,93 m         | 12             | 2,03 m  | Bronzo  |
| Salto in alto          | Svetlana Školina    | 1,93 m         | 8              | 1,93 m  | 14      |
| Salto in alto          | Wlena Slesarenko    | 1,93 m         | 14             | 2,01 m  | 4       |
| Salto con l'asta       | Svetlana Feofanova  | 4,50 m         | 6              | 4,75 m  | Bronzo  |
| Salto con l'asta       | Julija Golubchikova | 4,50 m         | 10             | 4,75 m  | 4       |
| Salto con l'asta       | Elena Isinbaeva     | 4,60 m         | 1              | 5,05 m  | Oro     |
| Salto in lungo         | Tat'jana Kotova     | 6,57 m         | 14             |         |         |
| Salto in lungo         | Tat'jana Lebedeva   | 6,70 m         | 4              | 7,03 m  | Argento |
| Salto in lungo         | Oksana Udmurtova    | 6,63 m         | 7              | 6,70 m  | 6       |
| Salto triplo           | Viktoriya Gurova    | 14,78 m        | 3              | 14,77 m | 7       |
| Salto triplo           | Tat'jana Lebedeva   | 14,55 m        | 5              | 15,32 m | Argento |
| Salto triplo           | Anna Pjatych        | 14,45 m        | 8              | 14,73 m | 8       |
| Getto del peso         | Ol'ga Ivanova       | 18,46 m        | 15             | 18,44 m | 9       |
| Getto del peso         | Irina Chudoroškina  | 16,84 m        | 25             |         |         |
| Getto del peso         | Anna Omarova        | 18,74 m        | 8              | 19,08 m | 6       |
| Lancio del disco       | Natal'ja Sadova     | 58,11 m        | 25             |         |         |
| Lancio del disco       | Svetlana Saykina    | 59,48 m        | 16             |         |         |
| Lancio del disco       | Oksana Yesipchuk    | 55,07 m        | 32             |         |         |
| Lancio del martello    | Anna Bulgakova      | 68,04 m        | 20             |         |         |
| Lancio del martello    | Elena Konevceva     | 67,83 m        | 22             |         |         |
| Lancio del martello    | Elena Priyma        | 70,69 m        | 9              | 69,72 m | 10      |
| Lancio del giavellotto | Marija Abakumova    | 63,48 m        | 4              | 70,78 m | Argento |
| Lancio del giavellotto | Marija Yakovenko    | 51,67 m        | 47             |         |         |

| Prova                  | Anna Bogdanova | Anna Bogdanova | Anna Bogdanova | Tat'jana Černova | Tat'jana Černova | Tat'jana Černova | Olga Kurban | Olga Kurban | Olga Kurban |
| Prova                  | Risultato      | Punti          | Pos.           | Risultato        | Punti            | Pos.             | Risultato   | Punti       | Pos.        |
| ---------------------- | -------------- | -------------- | -------------- | ---------------- | ---------------- | ---------------- | ----------- | ----------- | ----------- |
| 100 metri ostacoli     | 13"09          | 1111           | 3              | 13"65            | 1028             | 16               | 13"77       | 1011        | 19          |
| Salto in alto          | 1,86 m         | 1054           | 3              | 1,83 m           | 1016             | 8                | 1,77 m      | 941         | 16          |
| Getto del peso         | 14,08 m        | 799            | 10             | 12,88 m          | 719              | 27               | 13,84 m     | 783         | 14          |
| 200 metri              | 24"24          | 958            | 7              | 23"95            | 986              | 5                | 24"34       | 948         | 9           |
| Salto in lungo         | 6,45 m         | 991            | 4              | 6,47 m           | 997              | 3                | 6,08 m      | 874         | 19          |
| Lancio del giavellotto | 35,41 m        | 579            | 35             | 48,37 m          | 829              | 7                | 42,75 m     | 722         | 19          |
| 800 metri              | 2'09"45        | 973            | 5              | 2'06"50          | 1016             | 1                | 2'13"59     | 913         | 11          |
| Totale                 |                | 6456           | 6              |                  | 6591             | Bronzo           |             | 6192        | 13          |

## Badminton
| Gara              | Atleta           | Turno 1                         | Sedicesimi                                | Ottavi | Quarti | Semifinali | Finale |
| ----------------- | ---------------- | ------------------------------- | ----------------------------------------- | ------ | ------ | ---------- | ------ |
| Singolo maschile  | Stanislav Puchov | bye                             | Kęstutis Navickas (Lituania) 12-21, 17-21 |        |        |            |        |
| Singolo femminile | Ella Diehl       | Saina Nehwal (India) 9-21, 8-21 |                                           |        |        |            |        |

## Beach volley

### Torneo maschile
La Russia è stata rappresentata dalla coppia formata da Dmitrij Barsouk e Igor Kolodinskij.

#### Prima fase
| 10 agosto | 23.00 | Barsouk - Kolodinskij  | 1-2 (16-21, 21-18, 14-16) | Doppler - Gartmayer   | Beach Volleyball Ground |
| 12 agosto | 21:00 | Barsouk - Kolodinsky   | 2-0 (21-17, 21-13)        | Lione - Amore         | Beach Volleyball Ground |
| 14 agosto | 18:00 | M. Araujo - Fabio Luiz | 2-0 (24-22, 21-17)        | Barsouk - Kolodinskij | Beach Volleyball Ground |

| posiz | squadra                          | G | W | P | Sv | Sp | Pf  | Ps  | Pts |
| ----- | -------------------------------- | - | - | - | -- | -- | --- | --- | --- |
| 1     | Doppler - Gartmayer (Austria)    | 3 | 3 | 0 | 6  | 2  | 156 | 144 | 6   |
| 2     | M. Araujo - Fabio Luiz (Brasile) | 3 | 2 | 1 | 5  | 2  | 139 | 131 | 5   |
| 3     | Barsouk - Kolodinsky (Russia)    | 3 | 1 | 2 | 3  | 4  | 132 | 130 | 4   |
| 4     | Lione - Amore (Italia)           | 3 | 0 | 3 | 0  | 6  | 107 | 129 | 3   |

#### Seconda fase
| Ottavi di finale | Ottavi di finale | Ottavi di finale | Ottavi di finale          | Ottavi di finale     | Ottavi di finale        |
| ---------------- | ---------------- | ---------------- | ------------------------- | -------------------- | ----------------------- |
| 16 agosto        | 21.00            | Ricardo-Emanuel  | 2-1 (18-21, 25-23, 15-13) | Barsouk - Kolodinsky | Beach Volleyball Ground |

### Torneo femminile
La Russia è stata rappresentata dalla coppia formata da Natal'ja Uryadova e Aleksandra Širaeva-

#### Prima fase
| 9 agosto  | 12.00 | Cook - Barnett      | 2-1 (21-8, 19-21, 15-12)  | Uradova - Širaeva | Beach Volleyball Ground |
| 11 agosto | 20:00 | Larissa - Ana Paula | 2-1 (19-21, 21-12, 15-13) | Uradova - Širaeva | Beach Volleyball Ground |
| 13 agosto | 10:00 | Uradova - Širaeva   | 1-2 (21-10, 20-22, 12-15) | Saka - Rtvelo     | Beach Volleyball Ground |

| posiz | squadra                       | G | W | P | Sv | Sp | Pf  | Ps  | Pts |
| ----- | ----------------------------- | - | - | - | -- | -- | --- | --- | --- |
| 1     | Cook - Barnett (Australia)    | 3 | 3 | 0 | 6  | 1  | 143 | 113 | 6   |
| 2     | Larissa - Ana Paula (Brasile) | 3 | 2 | 1 | 4  | 4  | 156 | 139 | 5   |
| 3     | Saka - Rtvelo (Georgia)       | 3 | 1 | 2 | 3  | 5  | 120 | 154 | 4   |
| 4     | Uradova - Širaeva (Russia)    | 3 | 0 | 3 | 3  | 6  | 140 | 157 | 3   |

## Canoa/kayak
| Gara      | Atleta                                                             | Batterie | Batterie | Semifinali | Semifinali | Finale   | Finale  |
| Gara      | Atleta                                                             | Tempo    | Pos.     | Tempo      | Pos.       | Tempo    | Pos.    |
| --------- | ------------------------------------------------------------------ | -------- | -------- | ---------- | ---------- | -------- | ------- |
| C1 500 m  | Maksim Opalev                                                      | 1'47"489 | 1        | bye        | bye        | 1'47"140 | Oro     |
| C1 1000 m | Viktor Melantiev                                                   | 4'03"316 | 5        | 4'02"854   | 4          |          |         |
| C2 500 m  | Aleksandr Kostoglod Sergej Ulegin                                  | 1'41"241 | 2        | bye        | bye        | 1'41"241 | Argento |
| C2 1000 m | Aleksandr Kostoglod Sergej Ulegin                                  | 3'41"291 | 3        | bye        | bye        | 3'44"669 | 8       |
| K1 500 m  | Anton Ryakhov                                                      | 1'37"666 | 2        | 1'42"968   | 2          | 1'38"187 | 5       |
| K1 1000 m | Anton Ryakhov                                                      | 3'38"381 | 4        | 3'37"017   | 5          |          |         |
| K4 1000 m | Il'ja Medvedev Evgenij Salakhov Anton Vasilev Konstantin Višnyakov | 2'59"518 | 4        | 3'00"459   | 1          | 3'00"654 | 8       |

| Gara     | Atleta            | Batterie | Batterie | Semifinali | Semifinali | Finale   | Finale |
| Gara     | Atleta            | Tempo    | Pos.     | Tempo      | Pos.       | Tempo    | Pos.   |
| -------- | ----------------- | -------- | -------- | ---------- | ---------- | -------- | ------ |
| K1 500 m | Juliana Salachova | 1'51"628 | 5        | 1'53"603   | 2          | 1'53"973 | 9      |

| Gara         | Atleta                            | Preliminari | Preliminari | Preliminari | Preliminari | Semifinali | Semifinali | Finale | Finale | Finale | Finale |
| Gara         | Atleta                            | Manche 1    | Manche 2    | Totale      | Pos.        | Tempo      | Pos.       | Tempo  | Pos.   | Totale | Pos.   |
| ------------ | --------------------------------- | ----------- | ----------- | ----------- | ----------- | ---------- | ---------- | ------ | ------ | ------ | ------ |
| C1 maschile  | Aleksandr Lipatov                 | 87"65       | 90"51       | 178"16      | 9           | 94"16      | 10         |        |        |        |        |
| C2 maschile  | Michail Kuznecov Dmitrij Larionov | 98"43       | 97"65       | 196"08      | 6           | 98"57      | 4          | 98"80  | 4      | 197"37 | Bronzo |
| K1 femminile | Aleksandra Perova                 | 93"41       | 166"04      | 259"45      | 18          |            |            |        |        |        |        |

## Canottaggio
| Gara                  | Atleta                                                        | Batterie | Batterie | Quarti/ Ripescaggi | Quarti/ Ripescaggi | Semifinali | Semifinali | Finale  | Finale       |
| Gara                  | Atleta                                                        | Tempo    | Pos.     | Tempo              | Pos.               | Tempo      | Pos.       | Tempo   | Pos.         |
| --------------------- | ------------------------------------------------------------- | -------- | -------- | ------------------ | ------------------ | ---------- | ---------- | ------- | ------------ |
| 2 di coppia maschile  | Aleksandr Kornilov Aleksej Svirin                             | 6'44"46  | 4        | 6'23"52            | 1                  | 6'27"75    | 5          | 6'49"84 | 5 (finale B) |
| 4 di coppia maschile  | Sergej Fedorovcev Nikita Morgačev Igor Salov Nikolaj Spinëv   | 5'39"18  | 3        | bye                | bye                | 5'59"56    | 5          | 5'46"17 | 1 (finale B) |
| 4 di coppia femminile | Oksana Dorodnova Julija Kalinovskaja Julia Levina Larisa Merk | 6'26"21  | 4        | 6'51"14            | 5                  |            |            | 6'28"10 | 1 (finale B) |

## Ciclismo

### Su pista
| Gara                 | Atleta                                                                             | Qualificazione | Qualificazione | Secondo turno | Secondo turno                            | Secondo turno | Finale   | Finale                                |
| Gara                 | Atleta                                                                             | Tempo          | Pos.           | Tempo         | Avversario                               | Pos.          | Tempo    | Avversario                            |
| -------------------- | ---------------------------------------------------------------------------------- | -------------- | -------------- | ------------- | ---------------------------------------- | ------------- | -------- | ------------------------------------- |
| Individuale maschile | Aleksandr Serov                                                                    | 4'23"732       | 8              | 4'25"391      | Bradley Wiggins (Gran Bretagna) 4'16"571 | 7             |          |                                       |
| Individuale maschile | Aleksej Markov                                                                     | 4'21"498       | 3              | 4'22"308      | Antonio Tauler (Spagna) 4'24"974         | 4             | 4'24"149 | Steven Burke (Gran Bretagna) 4'20"947 |
| Squadre maschile     | Aleksej Markov Aleksandr Petrovskij Aleksandr Serov Nikolaj Trusov Evgenij Kovalëv | 4'06"518       | 8              | doppiati      | Gran Bretagna 3'55"202                   | -             |          |                                       |

| Maschile         | Denis Dmitrev                                 | 10"565 | 18 | Chris Hoy (Gran Bretagna) Perso (10"607) Terzo nei ripescaggi |  |                                                         |  |  |  |  |  |  |  |
| Femminile        | Svetlana Grankovskaja                         | 11"544 | 11 |                                                               |  | Guo Shuang (Cina) Perso (11"410) Seconda nei ripescaggi |  |  |  |  |  |  |  |
| Squadre maschile | Denis Dmitrev Sergej Kučerov Sergej Polinskij | 45"964 | 12 |                                                               |  |                                                         |  |  |  |  |  |  |  |

| Gara                    | Atleta                          | Punti | Pos.   |
| ----------------------- | ------------------------------- | ----- | ------ |
| Corsa a punti maschile  | Michail Ignat'ev                | 4     | 17     |
| Corsa a punti femminile | Ol'ga Sljusareva                | 8     | 8      |
| Madison maschile        | Michail Ignat'ev Aleksej Markov | 6     | Bronzo |

| Atleta           | Preliminari | Ripescaggi | Semifinale | Finale |
| ---------------- | ----------- | ---------- | ---------- | ------ |
| Sergej Polinskij | 5           | 4          |            |        |
| Denis Dmitriev   | 6           | 3          |            |        |

### Su strada e Cross country
| Gara                     | Atleta                | Tempo        | Posizione    |
| ------------------------ | --------------------- | ------------ | ------------ |
| Corsa in linea maschile  | Vladimir Karpec       | 6h 24'59"    | 18           |
| Corsa in linea maschile  | Denis Men'šov         | 6h 34'26"    | 59           |
| Corsa in linea maschile  | Vladimir Efimkin      | non concluso | non concluso |
| Corsa in linea maschile  | Sergej Ivanov         | 6h 39'42"    | 77           |
| Corsa in linea maschile  | Aleksandr Kolobnev    | 6h 23'49"    | Bronzo       |
| Cronometro maschile      | Vladimir Karpec       | 1h 05'52"38  | 18           |
| Cronometro maschile      | Denis Men'šov         | 1h 06'10"54  | 20           |
| Corsa in linea femminile | Natal'ja Bojarskaja   | 3h 33'45"    | 40           |
| Corsa in linea femminile | Aleksandra Burčenkova | 3h 36'32"    | 43           |
| Corsa in linea femminile | Julija Martisova      | 3h 32'45"    | 12           |
| Cronometro femminile     | Natal'ja Bojarskaja   | 37'14"65     | 16           |
| Cross country maschile   | Jurij Trofimov        | -2 giri      | 41           |
| Cross country femminile  | Vera Andreeva         | -2 giri      | 23           |
| Cross country femminile  | Irina Kalent'eva      | 1h 46'28"    | Bronzo       |

## Equitazione
| Gara        | Atleta           | Cavallo | Dressage | Cross country | Salto | Salto di finale | Totale | Posizione |
| ----------- | ---------------- | ------- | -------- | ------------- | ----- | --------------- | ------ | --------- |
| Individuale | Igor Atrohov     | Elkasar | 65,20    | eliminato     |       |                 |        |           |
| Individuale | Valerij Martyšev | Kinzhal | 64,40    | 60,40         | 12    |                 | 136,80 | 48        |

| Gara        | Atleta              | Cavallo       | Test   | Test | Special test | Special test | Freestyle | Freestyle | Totale | Totale |
| Gara        | Atleta              | Cavallo       | Punti  | Pos. | Punti        | Pos.         | Punti     | Pos.      | Punti  | Pos.   |
| ----------- | ------------------- | ------------- | ------ | ---- | ------------ | ------------ | --------- | --------- | ------ | ------ |
| Individuale | Aleksandra Korelova | Balagur       | 68,500 | 15   | 71,400       | 5            | 73,850    | 8         | 72,625 | 6      |
| Individuale | Tatiana Miloserdova | Wat A Feeling | 61,875 | 37   |              |              |           |           |        |        |

| Gara        | Atleta          | Cavallo     | Qualificazioni | Qualificazioni | Qualificazioni | Qualificazioni | Qualificazioni | Qualificazioni | Finale  | Finale  | Finale  | Finale  | Finale | Finale |
| Gara        | Atleta          | Cavallo     | Turno 1        | Turno 1        | Turno 2        | Turno 2        | Turno 3        | Turno 3        | Turno A | Turno A | Turno B | Turno B | Totale | Totale |
| Gara        | Atleta          | Cavallo     | Pen.           | Pos.           | Pen.           | Pos.           | Pen.           | Pos.           | Pen.    | Pos.    | Pen.    | Pos.    | Pen.   | Pos.   |
| ----------- | --------------- | ----------- | -------------- | -------------- | -------------- | -------------- | -------------- | -------------- | ------- | ------- | ------- | ------- | ------ | ------ |
| Individuale | Ljubov Kočetova | Ilion Kilen | 8              | 49             | 33             | 61             |                |                |         |         |         |         |        |        |

## Ginnastica

### Ginnastica artistica
| Gara                                        | Atleta | Volteggio | Corpo libero | Cavallo con maniglie | Anelli | Parallele | Sbarra | Trave  | Totale  | Posizione | Finali                                               |
| ------------------------------------------- | --- | --------- | ------------ | -------------------- | ------ | --------- | ------ | ------ | ------- | --------- | ---------------------------------------------------- |
| Qualificazioni maschili                     | Maksim Deviatovski                                                                                          | 15,525    | 15,300       | 13,300               | 15,375 | 15,425    | 15,125 |        | 90,350  | 14        | concorso individuale                                 |
| Qualificazioni maschili                     | Anton Golocuckov                                                                                            | 16,550    | 15,300       | 12,325               | 15,075 | -         | 14,300 |        | 73,850  | 57        | volteggio, corpo libero                              |
| Qualificazioni maschili                     | Sergei Khorokhordin                                                                                         | 15,725    | 14,975       | 14,800               | 15,075 | 15,875    | 15,350 |        | 91,800  | 7         | concorso individuale                                 |
| Qualificazioni maschili                     | Nikolai Kryukov                                                                                             | 16,200    | -            | 14,850               | -      | 16,175    | 15,050 |        | 62,275  | 60        | parallele                                            |
| Qualificazioni maschili                     | Konstantin Plužnikov                                                                                        | -         | 14,450       | -                    | 14,275 | 14,950    | -      |        | 43,675  | 79        | nessuna                                              |
| Qualificazioni maschili                     | Jurij Ryazanov                                                                                              | 15,550    | 14,600       | 14,450               | 15,100 | 15,625    | 14,800 |        | 90,125  | 17        | nessuna                                              |
| Qualificazioni concorso a squadre maschile  | Maksim Deviatovski Anton Golocuckov Sergei Khorokhordin Nikolai Kryukov Konstantin Plužnikov Jurij Ryazanov | 64,300    | 60,475       | 57,400               | 60,625 | 63,100    | 60,325 |        | 366,225 | 3         | sì                                                   |
| Qualificazioni femminili                    | Ksenia Afanaseva                                                                                            | 15.175    | 15.025       |                      |        | 14.825    |        | 15.775 | 60,800  | 6         | trave                                                |
| Qualificazioni femminili                    | Svetlana Klyukina                                                                                           | 15.175    | 13.950       |                      |        | 14.975    |        | -      | 44.100  | 66        | nessuna                                              |
| Qualificazioni femminili                    | Ekaterina Kramarenko                                                                                        | 15.150    | 15.150       |                      |        | 14.625    |        | 15.500 | 60.425  | 10        | corpo libero                                         |
| Qualificazioni femminili                    | Anna Pavlova                                                                                                | 15.350    | 15.125       |                      |        | 14.600    |        | 15.825 | 60.900  | 5         | concorso individuale, volteggio, corpo libero, trave |
| Qualificazioni femminili                    | Ksenia Semenova                                                                                             | 14.750    | 14.472       |                      |        | 16.425    |        | 15.775 | 61.475  | 4         | concorso individuale, parallele                      |
| Qualificazioni femminili                    | Ludmila Ežova                                                                                               | -         | -            |                      |        | 14,600    |        | -      | 14,600  | 98        | nessuna                                              |
| Qualificazioni concorso a squadre femminile | Ksenia Afanaseva Svetlana Klyukina Ekaterina Kramarenko Anna Pavlova Ksenia Semenova Ludmila Ežova          | 60,850    | 59,775       |                      |        | 61,775    |        | 62,000 | 244,400 | 3         | sì                                                   |

| Gara                 | Atleta | Punteggio | Posizione |
| -------------------- | --- | --------- | --------- |
| Concorso individuale | Maksim Deviatovski                                                                                          | 91,700    | 6         |
| Concorso individuale | Sergei Khorokhordin                                                                                         | 91,700    | 5         |
| Volteggio            | Anton Golocuckov                                                                                            | 16,475    | Bronzo    |
| Corpo libero         | Anton Golocuckov                                                                                            | 15,725    | Bronzo    |
| Parallele            | Nikolaj Kryukov                                                                                             | 15,150    | 8         |
| Concorso a squadre   | Maksim Deviatovski Anton Golocuckov Sergei Khorokhordin Nikolai Kryukov Konstantin Plužnikov Jurij Ryazanov | 274,300   | 6         |

| Gara                   | Atleta | Punteggio | Posizione |
| ---------------------- | --- | --------- | --------- |
| Concorso individuale   | Anna Pavlova                                                                                                | 60,825    | 7         |
| Concorso individuale   | Ksenia Semenova                                                                                             | 61,925    | 4         |
| Volteggio              | Anna Pavlova                                                                                                | 7,812     | 8         |
| Corpo libero           | Ekaterina Kramarenko                                                                                        | 15,025    | 5         |
| Corpo libero           | Anna Pavlova                                                                                                | 14,125    | 8         |
| Parallele asimmetriche | Ksenia Semenova                                                                                             | 16,325    | 6         |
| Trave                  | Anna Pavlova                                                                                                | 15,900    | 4         |
| Trave                  | Ksenia Afanaseva                                                                                            | 14,825    | 7         |
| Concorso a squadre     | Maksim Deviatovski Anton Golocuckov Sergei Khorokhordin Nikolai Kryukov Konstantin Plužnikov Jurij Ryazanov | 180,625   | 4         |

### Ginnastica ritmica
| Atleta           | Qualificazioni | Qualificazioni | Qualificazioni | Qualificazioni | Qualificazioni | Qualificazioni | Finale | Finale  | Finale | Finale | Finale | Finale |
| Atleta           | Corda          | Cerchio        | Clavi          | Palla          | Totale         | Pos.           | Corda  | Cerchio | Clavi  | Palla  | Totale | Pos.   |
| ---------------- | -------------- | -------------- | -------------- | -------------- | -------------- | -------------- | ------ | ------- | ------ | ------ | ------ | ------ |
| Evgenija Kanaeva | 17,850         | 18,700         | 18,700         | 18,825         | 74,075         | 1              | 18,850 | 18,850  | 18,950 | 18,850 | 75,500 | Oro    |
| Ol'ga Kapranova  | 18,350         | 18,475         | 18,200         | 17,875         | 72,900         | 2              | 18,200 | 18,500  | 16,950 | 18,050 | 71,700 | 4      |

| Margarita Alijčuk Anna Gavrilenko Tat'jana Gorbunova Elena Posevina Dar'ja Škurichina Natal'ja Zueva | 17,000 | 17,700 | 34,700 | 2 | 17,750 | 17,800 | 35,550 | Oro |

### Trampolino
| Gara                 | Atleta            | Qualificazioni | Qualificazioni | Finale | Finale |
| Gara                 | Atleta            | Punti          | Pos.           | Punti  | Pos.   |
| -------------------- | ----------------- | -------------- | -------------- | ------ | ------ |
| Trampolino maschile  | Aleksandr Rusakov | 69,90          | 6              | 38,50  | 7      |
| Trampolino maschile  | Dmitrij Ušakov    | 71,50          | 3              | 38,80  | 6      |
| Trampolino femminile | Natalia Černova   | 63,00          | 11             |        |        |
| Trampolino femminile | Irina Karavaeva   | 66,40          | 2              | 36,20  | 5      |

## Judo
| Gara    | Atleta          | Tabellone principale                         | Tabellone principale                | Tabellone principale                     | Tabellone principale                    | Tabellone principale | Ripescaggi | Ripescaggi                          | Ripescaggi                                | Ripescaggi                             |
| Gara    | Atleta          | Sedicesimi                                   | Ottavi                              | Quarti                                   | Semifinali                              | Finale               | 1º turno   | Quarti                              | Semifinali                                | Finale                                 |
| ------- | --------------- | -------------------------------------------- | ----------------------------------- | ---------------------------------------- | --------------------------------------- | -------------------- | ---------- | ----------------------------------- | ----------------------------------------- | -------------------------------------- |
| 60 kg   | Ruslan Kišmakov | Ali Khousrof (Yemen) 0200-0000               | Liu Renwang (Cina) 0100-0000        | Dimitri Dragin (Francia) 0000-0002       |                                         |                      |            | Gal Yekutiel (Israele) 0000-0001    |                                           |                                        |
| 66 kg   | Alim Gadanov    | Ramil Gasimov (Azerbaigian) 0120-0101        | Miklós Ungvári (Ungheria) 0011-0002 | Benjamin Darbelet (Francia) 0010-1010    |                                         |                      |            | Sasha Mehmedovic (Canada) 1000-0000 | Giovanni Nicola Casale (Italia) 1002-0010 | Yordanis Arencibia (Cuba) 0001-0010    |
| 73 kg   | Salamu Mežidov  | Gennadij Bilodid (Ucraina) 0000-1000         |                                     |                                          |                                         |                      |            |                                     |                                           |                                        |
| 81 kg   | Alibek Baškaev  | Safouane Attaf (Marocco) 0001-1000           |                                     |                                          |                                         |                      |            |                                     |                                           |                                        |
| 90 kg   | Ivan Pershin    | Patrick Trezise (Sudafrica) 1000-0000        | Diego Rosati (Argentina) 1000-0000  | Andrei Kazusenok (Bielorussia) 1010-0000 | Irak'li Tsirek'idze (Georgia) 0000-1002 |                      |            |                                     |                                           | Sergei Aschwanden (Svizzera) 0020-1000 |
| 100 kg  | Ruslan Gasymov  | Benjamin Behrla (Germania) 0001-1100         |                                     |                                          |                                         |                      |            |                                     |                                           |                                        |
| +100 kg | Tamerlan Tmenov | Dennis van der Geest (Paesi Bassi) 0101-0000 | Pan Song (Cina) 0200-0000           | Satoshi Ishii (Giappone) 0000-1100       |                                         |                      |            | Paolo Bianchessi (Italia) 0010-0000 | Mohammad Reza Roudaki (Iran) 0001-1010    |                                        |

| Gara   | Atleta            | Tabellone principale                           | Tabellone principale                  | Tabellone principale | Tabellone principale | Tabellone principale | Ripescaggi                             | Ripescaggi                             | Ripescaggi                         | Ripescaggi                      |
| Gara   | Atleta            | Sedicesimi                                     | Ottavi                                | Quarti               | Semifinali           | Finale               | 1º turno                               | Quarti                                 | Semifinali                         | Finale                          |
| ------ | ----------------- | ---------------------------------------------- | ------------------------------------- | -------------------- | -------------------- | -------------------- | -------------------------------------- | -------------------------------------- | ---------------------------------- | ------------------------------- |
| 48 kg  | Ludmila Bogdanova | bye                                            | Yanet Bermoy (Cuba) 0001-0010         |                      |                      |                      | Glenda Miranda (Ecuador) 1000-0010     | Michaela Baschin (Germania) 0001-0000  | Ana Hormigo (Portogallo) 0100-0001 | Ryoko Tani (Giappone) 0000-0001 |
| 52 kg  | Anna Charitonova  | bye                                            | Telma Monteiro (Portogallo) 0000-0211 |                      |                      |                      |                                        |                                        |                                    |                                 |
| 63 kg  | Vera Koval        | Elisabeth Willeboordse (Paesi Bassi) 0010-0012 |                                       |                      |                      |                      |                                        |                                        |                                    |                                 |
| 70 kg  | Julija Kuzina     | bye                                            | Anett Meszaros (Ungheria) 0002-0010   |                      |                      |                      |                                        |                                        |                                    |                                 |
| 78 kg  | Vera Moskalyuk    | Esther San Miguel (Spagna) 0000-0002           |                                       |                      |                      |                      | Edinanci Silva (Brasile) 0000-0021     |                                        |                                    |                                 |
| +78 kg | Tea Donguzashvili | Tong Wen (Cina) 0000-1000                      |                                       |                      |                      |                      | Maryna Prokof'yeva (Ucraina) 0100-0000 | Kim Na-Young (Corea del Sud) 0000-1000 |                                    |                                 |

## Lotta
| Gara   | Atleta             | Tabellone principale                      | Tabellone principale                        | Tabellone principale                         | Tabellone principale                        | Tabellone principale                     | Ripescaggi | Ripescaggi | Ripescaggi                                   |
| Gara   | Atleta             | Sedicesimi                                | Ottavi                                      | Quarti                                       | Semifinali                                  | Finale                                   | Quarti     | Semifinali | Finale                                       |
| ------ | ------------------ | ----------------------------------------- | ------------------------------------------- | -------------------------------------------- | ------------------------------------------- | ---------------------------------------- | ---------- | ---------- | -------------------------------------------- |
| 55 kg  | Besik Kuduchov     | bye                                       | Bayaraagiin Naranbaatar (Mongolia) 1-0, 1-0 | Abbas Dabbaghi (Iran) 6-0, 1-0               | Tomohiro Matsunaga (Giappone) 0-3, F        |                                          |            |            | Dilshod Mansurov (Uzbekistan) 1-0, 2-0       |
| 60 kg  | Mavlet Batirov     | Zelimkhan Huseynov (Azerbaigian) 1-0, 1-0 | Yandro Quintana (Cuba) 1-0, 1-1, 4-0        | Murad Ramazanov (Macedonia) 1-0, 2-0         | Morad Mohammadi (Iran) 1-0, 1-0             | Vasyl Fedoryshyn (Ucraina) 1-0, 2-1      |            |            |                                              |
| 66 kg  | Irbek Farniev      | Suren Markosyan (Armenia) 2-1, 5-1        | Batzorig Buyanjav (Mongolia) 0-1, 2-0, 3-2  | Leonid Spiridonov (Kazakistan) 3-0, 0-1, 0-1 |                                             |                                          |            |            |                                              |
| 74 kg  | Buvaisar Saitiev   | Cho Byung-Kwan (Corea del Sud) 1-0, 7-2   | Ahmet Gulhan (Turchia) 1-0, 4-0             | Iván Fundora (Cuba) 2-0, 2-1                 | Kiril Terziev (Bulgaria) F                  | Soslan Tigiev (Uzbekistan) 0-1, 1-0, 3-1 |            |            |                                              |
| 84 kg  | Georgij Ketoyev    | Wang Ying (Cina) 2-2, 3-1                 | Zaurbek Sokhiev (Uzbekistan) 4-1, 5-1       | Novruz Temrezov (Azerbaigian) 0-4, 2-0, 2-0  | Revaz Mindorashvili (Georgia) 2-4, F        |                                          |            |            | Davyd Bichinashvili (Germania) 3-0, 0-2, 2-2 |
| 96 kg  | Širvani Muradov    | bye                                       | Heorhij Tibilov (Ucraina) 0-1, 1-0, 1-0     | Hakan Koç (Turchia) 1-0, 2-0                 | Khetag Gazyumov (Azerbaigian) 0-1, 2-0, 1-0 | Taimuraz Tigiyev (Kazakistan) 1-0, 1-0   |            |            |                                              |
| 120 kg | Bakhtiyar Akhmedov | Božidar Bojadžiev (Bulgaria) 2-0, 2-0     | Fardin Masoumi (Iran) F                     | Steve Mocco (Stati Uniti) 0-1, 1-0, 2-0      | Marid Mutalimov (Kazakistan) 6-0, 1-0       | Artur Tajmazov (Uzbekistan) 0-3, 0-1     |            |            |                                              |

| Gara  | Atleta            | Tabellone principale                     | Tabellone principale              | Tabellone principale                         | Tabellone principale           | Ripescaggi | Ripescaggi                               | Ripescaggi |
| Gara  | Atleta            | Ottavi                                   | Quarti                            | Semifinali                                   | Finale                         | Quarti     | Semifinali                               | Finale     |
| ----- | ----------------- | ---------------------------------------- | --------------------------------- | -------------------------------------------- | ------------------------------ | ---------- | ---------------------------------------- | ---------- |
| 48 kg | Zamira Rachmanova | Vanessa Boubryemm (Francia) 1-3, 2-3     |                                   |                                              |                                |            |                                          |            |
| 55 kg | Natal'ja Golts    | Elena Komarova (Azerbaigian) 4-0, 1-0    | Saori Yoshida (Giappone) 1-2, 0-4 |                                              |                                |            | Ida-Theres Nerell (Svezia) 0-1, 3-0, 0-1 |            |
| 63 kg | Alena Kartašova   | Elena Shalygina (Kazakistan) 1-0, 3-0    | Elina Vaseva (Bulgaria) 6-0, 2-1  | Lise Golliot-Legrand (Francia) 1-2, 2-1, 6-0 | Kaori Ichō (Giappone) 0-1, 0-2 |            |                                          |            |
| 72 kg | Elena Perepelkina | Kyoko Hamaguchi (Giappone) 0-1, 1-0, 0-1 |                                   |                                              |                                |            |                                          |            |

| Gara   | Atleta               | Tabellone principale                 | Tabellone principale                  | Tabellone principale                    | Tabellone principale                        | Tabellone principale                   | Ripescaggi | Ripescaggi                               | Ripescaggi |
| Gara   | Atleta               | Sedicesimi                           | Ottavi                                | Quarti                                  | Semifinali                                  | Finale                                 | Quarti     | Semifinali                               | Finale     |
| ------ | -------------------- | ------------------------------------ | ------------------------------------- | --------------------------------------- | ------------------------------------------- | -------------------------------------- | ---------- | ---------------------------------------- | ---------- |
| 55 kg  | Nazyr Mankiev        | Ildar Hafizov (Uzbekistan) 3-1, 3-0  | Kristijan Fris (Serbia) 4-0, 6-0      | Hamid Sourian (Iran) 2-2, 1-1, 1-1      | Park Eun-Chul (Corea del Sud) 1-1, 6-0, 2-1 | Rövşən Bayramov (Azerbaigian) 4-3, 2-2 |            |                                          |            |
| 60 kg  | Islambek Albiev      | bye                                  | Soner Sucu (Turchia) 6-0, 6-0         | Roberto Monzon (Cuba) 6-0, 2-0          | Ruslan Tumenbaev (Kirghizistan) 6-0, 4-0    | Vitali Rəhimov (Azerbaigian) 2-0, 4-0  |            |                                          |            |
| 66 kg  | Sergej Kovalenko     | bye                                  | Mohamed Serir (Algeria) 6-0, 6-0      | Nikolaj Gergov (Bulgaria) 1-2, 5-2, 1-3 |                                             |                                        |            |                                          |            |
| 74 kg  | Varteres Samourgčhev | Mark Madsen (Danimarca) 4-0, 3-1     | Ilgar Abdulov (Azerbaigian) F         | Peter Bacsi (Ungheria) 2-2, 1-4         |                                             |                                        |            |                                          |            |
| 84 kg  | Aleksej Mišin        | bye                                  | Andrey Samokhin (Kazakistan) 2-1, 3-0 | Andrea Minguzzi (Italia) 1-1, 3-0, 1-2  |                                             |                                        |            | Mélonin Noumonvi (Francia) 3-0, 1-1, 1-1 |            |
| 96 kg  | Aslanbek Khuštov     | Asset Mambetov (Kazakistan) 5-0, 5-0 | Daigoro Timoncini (Italia) 4-0, 4-0   | Mindaugas Ezerskis (Lituania) 4-0, 5-0  | Marek Švec (Rep. Ceca) F                    | Mirko Englich (Germania) 6-0, 3-0      |            |                                          |            |
| 120 kg | Chasan Baroev        | bye                                  | Masoud Hashemzadeh (Iran) 3-0, 6-0    | Mindaugas Mizgaitis (Lituania) 2-1, 3-0 | Yannick Szczepaniak (Francia) 2-1, 1-1      | Mijail Lopez (Cuba) 0-5, 1-1           |            |                                          |            |

## Nuoto
| Gara                           | Atleta                                                                                             | Batterie | Batterie | Semifinali | Semifinali | Finale       | Finale       |
| Gara                           | Atleta                                                                                             | Tempo    | Pos.     | Tempo      | Pos.       | Tempo        | Pos.         |
| ------------------------------ | -------------------------------------------------------------------------------------------------- | -------- | -------- | ---------- | ---------- | ------------ | ------------ |
| 50 m stile libero              | Andrej Grečin                                                                                      | 22"20    | 17       |            |            |              |              |
| 50 m stile libero              | Evgenij Lagunov                                                                                    | 22"30    | 18       |            |            |              |              |
| 100 m stile libero             | Andrej Grečin                                                                                      | 48"50    | 14       | 48"71      | 14         |              |              |
| 100 m stile libero             | Evgenij Lagunov                                                                                    | 48"59    | 21       |            |            |              |              |
| 200 m stile libero             | Danila Izotov                                                                                      | 1'46"80  | 7        | 1'47"24    | 9          |              |              |
| 200 m stile libero             | Aleksandr Suchorukov                                                                               | 1'47"97  | 19       |            |            |              |              |
| 400 m stile libero             | Nikita Lobincev                                                                                    |          |          | 3'43"45    | 4          | 3'48"29      | 8            |
| 400 m stile libero             | Jurij Prilukov                                                                                     |          |          | 3'44"82    | 8          | 3'43"97      | 7            |
| 1500 m stile libero            | Nikita Lobincev                                                                                    |          |          | 15'35"47   | 31         |              |              |
| 1500 m stile libero            | Jurij Prilukov                                                                                     |          |          | 14'41"13   | 3          | 14'43"21     | 4            |
| 100 m dorso                    | Stanislav Donec                                                                                    | 54"18    | 11       | 54"57      | 14         |              |              |
| 100 m dorso                    | Arkadij Vjatčanin                                                                                  | 53"64    | 2        | 53"06      | 3          | 53"18        | Bronzo       |
| 200 m dorso                    | Stanislav Donec                                                                                    | 1'58"68  | 14       | 1'59"87    | 16         |              |              |
| 200 m dorso                    | Arkadij Vjatčanin                                                                                  | 1'56"97  | 4        | 1'56"85    | 8          | 1'54"93      | Bronzo       |
| 100 m rana                     | Dmitrij Komornikov                                                                                 | 1'01"82  | 34       |            |            |              |              |
| 100 m rana                     | Roman Sloudnov                                                                                     | 1'00"20  | 7        | 1'00"10    | 6          | 59"87        | 6            |
| 200 m rana                     | Grigorij Falko                                                                                     | 2'11"88  | 23       |            |            |              |              |
| 200 m rana                     | Aleksej Zinoviev                                                                                   | 2'16"40  | 45       |            |            |              |              |
| 100 m farfalla                 | Evgenij Korotyškin                                                                                 | 52"30    | 24       |            |            |              |              |
| 100 m farfalla                 | Nikolaj Skvorcov                                                                                   | 52"56    | 20       |            |            |              |              |
| 200 m farfalla                 | Nikolaj Skvorcov                                                                                   | 1'55"33  | 6        | 1'54"31    | 3          | 1'55"14      | 8            |
| 200 m misti                    | Aleksandr Tichonov                                                                                 | 2'01"21  | 22       |            |            |              |              |
| 400 m misti                    | Andrej Krylov                                                                                      |          |          | 4'14"55    | 13         |              |              |
| 400 m misti                    | Aleksandr Tichonov                                                                                 |          |          | 4'16"49    | 16         |              |              |
| Staffetta 4x100 m stile libero | Andrej Grečin Sergej Fesikov Evgenij Lagunov Andrej Kapralov                                       |          |          | 3'14"07    | 9          |              |              |
| Staffetta 4x200 m stile libero | Danila Izotov Evgenij Lagunov Nikita Lobincev Michail Poliščuk Aleksandr Suchorukov                |          |          | 7'07"86    | 3          | 7'03"70      | Argento      |
| Staffetta 4x100 m misti        | Arkadij Vjatčanin Roman Sloudnov Nikolaj Skvorcov Andrej Grečin Evgenij Korotyškin Evgenij Lagunov |          |          | 3'33"59    | 4          | 3'31"92      | 4            |
| Fondo 10 km                    | Evgenij Drattsev                                                                                   |          |          |            |            | 1h 52'08"9   | 5            |
| Fondo 10 km                    | Vladimir Dyačin                                                                                    |          |          |            |            | squalificato | squalificato |

| Gara                           | Atleta                                                                                | Batterie | Batterie | Semifinali | Semifinali | Finale     | Finale |
| Gara                           | Atleta                                                                                | Tempo    | Pos.     | Tempo      | Pos.       | Tempo      | Pos.   |
| ------------------------------ | ------------------------------------------------------------------------------------- | -------- | -------- | ---------- | ---------- | ---------- | ------ |
| 50 m stile libero              | Anastasia Aksenova                                                                    | 25"51    | 28       |            |            |            |        |
| 100 m stile libero             | Anastasija Aksenova                                                                   | 55"29    | 25       |            |            |            |        |
| 200 m stile libero             | Daria Belyakina                                                                       | 1'59"72  | 20       |            |            |            |        |
| 400 m stile libero             | Daria Belyakina                                                                       |          |          | 4'16"21    | 28         |            |        |
| 800 m stile libero             | Elena Sokolova                                                                        |          |          | 8'23"07    | 6          | 8'29"79    | 7      |
| 100 m dorso                    | Ksenia Moskvina                                                                       | 1'00"70  | 16       | 1'01"16    | 14         |            |        |
| 100 m dorso                    | Anastasija Zueva                                                                      | 59"61    | 3        | 59"77      | 4          | 59"40      | 5      |
| 200 m dorso                    | Stanislava Komarova                                                                   | 2'09"93  | 13       | 2'10"50    | 14         |            |        |
| 200 m dorso                    | Anastasija Zueva                                                                      | 2'09"01  | 5        | 2'09"07    | 8          | 2'07"88    | 4      |
| 100 m rana                     | Elena Bogomazova                                                                      | 1'08"63  | 18       |            |            |            |        |
| 100 m rana                     | Julija Efimova                                                                        | 1'06"08  | 2        | 1'07"50    | 5          | 1'07"43    | 4      |
| 200 m rana                     | Olga Detenyuk                                                                         | 2'27"87  | 20       |            |            |            |        |
| 200 m rana                     | Julija Efimova                                                                        | 2'25"07  | 8        | 2'24"00    | 6          | 2'23"76    | 5      |
| 100 m farfalla                 | Irina Bespalova                                                                       | 58"92    | 22       |            |            |            |        |
| 100 m farfalla                 | Natal'ja Sutyagina                                                                    | 58"32    | 11       | 59"07      | 14         |            |        |
| 200 m farfalla                 | Yana Martynova                                                                        | 2'12"47  | 25       |            |            |            |        |
| 200 m misti                    | Svetlana Karpeeva                                                                     | 2'12"94  | 16       | 2'13"26    | 13         |            |        |
| 400 m misti                    | Svetlana Karpeeva                                                                     |          |          | 4'50"22    | 31         |            |        |
| 400 m misti                    | Yana Martynova                                                                        |          |          | 4'36"25    | 5          | 4'40"04    | 7      |
| Staffetta 4x100 m stile libero | Anastasia Aksenova Elena Sokolova Daria Belyakina Svetlana Karpeeva                   |          |          | 3'42"52    | 12         |            |        |
| Staffetta 4x100 m misti        | Ksenia Moskvina Julija Efimova Natal'ja Sutyagina Anastasia Aksenova Anastasija Zueva |          |          | 3'59"66    | 5          | 3'57"84    | 5      |
| Fondo 10 km                    | Larisa Il'čenko                                                                       |          |          |            |            | 1h 59'27"7 | Oro    |

## Nuoto sincronizzato
| Duo     | Anastasija Davydova Anastasia Ermakova | 49,334 | 1 | 49,500 | 1 | 49,917 | 1 | 99,251 | Oro |  |  |
| Squadre | Anastasija Davydova Anastasija Ermakova Maria Gromova Natal'ja Iščenko Elvira Khasyanova Olga Kužela Elena Ovčinnikova Anna Šorina Svetlana Romašina | 49,500 | 1 |        |   | 50,000 | 1 | 99,500 | Oro |  |  |

## Pallacanestro

### Torneo maschile
La nazionale russa si è qualificata per i Giochi vincendo il campionato europeo del 2007.

#### Squadra
La squadra era formata da:
- Andrej Voroncevič (ala grande)
- J.R. Holden (playmaker)
- Sergej Bykov (guardia)
- Andrej Kirilenko (capitano, ala)
- Nikita Morgunov (centro)
- Pëtr Samojlenko (playmaker)
- Viktor Chrjapa (ala)
- Zachar Pašutin (guardia tiratrice)
- Sergej Monja (ala piccola)
- Vitalij Fridzon (guardia tiratrice)
- Aleksej Savrasenko (centro)
- Viktor Kejru (ala piccola)

#### Prima fase
| Data      | Ora locale | Squadra   | Punteggio | Squadra   | Referto                                               |
| --------- | ---------- | --------- | --------- | --------- | ----------------------------------------------------- |
| 10 agosto | 09:00      | Russia    | 71 - 49   | Iran      | ref Archiviato l'11 ottobre 2012 in Internet Archive. |
| 12 agosto | 11:15      | Croazia   | 85 - 78   | Russia    | ref                                                   |
| 14 agosto | 16:45      | Lituania  | 86 - 79   | Russia    | ref                                                   |
| 16 agosto | 11:15      | Russia    | 80 - 95   | Australia | ref                                                   |
| 18 agosto | 22:15      | Argentina | 91 - 79   | Russia    | ref                                                   |

| Squadra   | P | V | P | PF  | PS  | Diff. |
| --------- | - | - | - | --- | --- | ----- |
| Lituania  | 9 | 4 | 1 | 425 | 400 | +25   |
| Argentina | 9 | 4 | 1 | 334 | 282 | +64   |
| Croazia   | 8 | 3 | 2 | 399 | 380 | +19   |
| Australia | 8 | 3 | 2 | 457 | 405 | +52   |
| Russia    | 6 | 1 | 4 | 387 | 406 | -19   |
| Iran      | 5 | 0 | 5 | 323 | 464 | -141  |

### Torneo femminile
La nazionale russa si è qualificata per i Giochi vincendo il campionato europeo del 2007.

#### Squadra
La squadra era formata da:
- Marina Kuzina (ala-centro)
- Oksana Rachmatulina (playmaker)
- Natal'ja Vodop'janova (ala)
- Becky Hammon (playmaker)
- Marina Karpunina (guardia tiratrice)
- Tat'jana Šč'egoleva (ala grande)
- Ilona Korstin (guardia tiratrice)
- Marija Stepanova (centro)
- Ekaterina Lisina (centro)
- Irina Sokolovskaja (capitano, ala)
- Svetlana Abrosimova (swingman)
- Irina Osipova (ala-centro)

#### Prima fase
| Data      | Ora locale | Squadra       | Punteggio | Squadra  | Referto |
| --------- | ---------- | ------------- | --------- | -------- | ------- |
| 9 agosto  | 22:15      | Russia        | 62 - 57   | Lettonia | ref     |
| 11 agosto | 14:30      | Corea del Sud | 72 - 77   | Russia   | ref     |
| 13 agosto | 09:00      | Bielorussia   | 65 - 71   | Russia   | ref     |
| 15 agosto | 14:30      | Russia        | 74 - 64   | Brasile  | ref     |
| 17 agosto | 11:15      | Australia     | 75 - 55   | Russia   | ref     |

| Squadra       | P  | V | P | PF  | PS  | Diff. |
| ------------- | -- | - | - | --- | --- | ----- |
| Australia     | 10 | 5 | 0 | 424 | 319 | +105  |
| Russia        | 9  | 4 | 1 | 339 | 333 | +6    |
| Bielorussia   | 7  | 2 | 3 | 324 | 332 | -8    |
| Corea del Sud | 7  | 2 | 3 | 327 | 360 | -33   |
| Brasile       | 6  | 1 | 4 | 337 | 354 | -17   |
| Lettonia      | 6  | 1 | 4 | 334 | 387 | -53   |

#### Seconda fase
Quarti di finale
| Arbitri: | Ilija Belošević Reynaldo Mercedes Scott Butler |

|                |          |                             |
| Šč'egoleva 19  | Punti    | 16 Valdemoro                |
| Rachmatulina 4 | Assist   | 1 Palau, Torrens, Valdemoro |
| Stepanova 10   | Rimbalzi | 6 Pascua                    |

Semifinale
| Arbitri: | Cristiano Maranho Luigi Lamonica Jasmina Tatic |

|                  |          |            |
| Stepanova 14     | Punti    | 21 Taurasi |
| sei giocatrici 1 | Assist   | 3 Smith    |
| Korstin 8        | Rimbalzi | 10 Fowles  |

Finale per il bronzo
| Arbitri: | Scott Butler Susan Blauch Petr Sudek |

|             |          |             |
| Chen 26     | Punti    | 22 Hammon   |
| Song 7      | Assist   | 5 Karpunina |
| Bian, Sui 6 | Rimbalzi | 9 Stepanova |

## Pallamano

### Torneo maschile
La nazionale russa si è qualificata per i Giochi nell'ultimo torneo preolimpico.

#### Squadra
La squadra era formata da:
- Oleg Grams (portiere)
- Vasily Filippov (centrale)
- Denis Krivoshlykov (terzino destro)
- Egor Evdokimov (pivot)
- Aleksander Chernoivanov (pivot)
- Aleksej Rastvortsev (terzino sinistro)
- Aleksej Kostygov (portiere)
- Aleksej Kamanin (terzino destro)
- Samvel Aslanyan (terzino sinistro)
- Eduard Kokčarov (ala sinistra)
- Dmitrij Kovalev (ala destra)
- Timur Dibirov (ala sinistra)
- Konstantin Igropulo (terzino destro)
- Vitali Ivanov (centrale)

#### Prima fase
| Arbitro: | Krstic (SLO), Ljubic (SLO) |

|            |           |               |
| Igropulo 9 | Marcatori | Gudjonsson 12 |

| Arbitro: | Liudowyk (UKR), Vakula (UKR) |

|             |           |               |
| El Ahmar 10 | Marcatori | Rastvortsev 8 |

| Arbitro: | Breto (ESP), Huelin (ESP) |

|                |           |                          |
| Christiansen 6 | Marcatori | Chernoivanov, Igropulo 6 |

| Arbitro: | Gjeding (DEN), Hansen (DEN) |

|            |           |         |
| Filippov 6 | Marcatori | Kraus 6 |

| Arbitro: | Bord (FRA), Buy (FRA) |

|               |           |        |
| Rastvortsev 6 | Marcatori | Yoon 7 |

| Squadra          | Giocate | Vinte | Pareggiate | Perse | Gol fatti | Gol subiti | Differenza reti | Punti |
| ---------------- | ------- | ----- | ---------- | ----- | --------- | ---------- | --------------- | ----- |
| 1. Corea del Sud | 5       | 3     | 0          | 2     | 122       | 129        | -7              | 6     |
| 2. Danimarca     | 5       | 2     | 2          | 1     | 137       | 131        | 6               | 6     |
| 3. Islanda       | 5       | 2     | 2          | 1     | 151       | 146        | 5               | 6     |
| 4. Russia        | 5       | 2     | 1          | 2     | 126       | 121        | 5               | 5     |
| 5. Germania      | 5       | 2     | 1          | 2     | 126       | 130        | -4              | 5     |
| 6. Egitto        | 5       | 0     | 2          | 3     | 127       | 132        | -5              | 2     |

#### Seconda fase
Quarti di finale
| Arbitro: | Lemme (GER), Ullrich (GER) |

|            |           |             |
| Narcisse 9 | Marcatori | Koksharov 5 |

Finale 5º-6º posto
| Arbitro: | Karbas-Chi (IRI), Kolahdouzan (IRI) |

|              |           |            |
| Koksharov 10 | Marcatori | Jurasik 10 |

### Torneo femminile
La nazionale russa si è qualificata per i Giochi vincendo il campionato mondiale del 2007.

#### Squadra
La squadra era formata da:
- Inna Suslina (portiere)
- Irina Poltoratskaya (centrale)
- Oxana Romenskaya (pivot)
- Ljudmila Postnova (terzino destro)
- Anna Kareyeva (terzino sinistro)
- Ekaterina Andryushina (centrale)
- Yana Uskova (ala sinistra)
- Elena Polenova (terzino sinistro)
- Emilia Turey (ala sinistra)
- Natal'ja Šipilova (pivot)
- Maria Sidorova (portiere)
- Ekaterina Marennikova (ala sinistra)
- Elena Dmitriyeva (ala sinistra)
- Irina Bliznova (terzino sinistro)

#### Prima fase
| Arbitro: | Gjeding (DEN), Hansen (DEN) |

|               |           |         |
| Marennikova 6 | Marcatori | Kim O 7 |

| Arbitro: | Din (ROU), Dinu (ROU) |

|               |           |         |
| Wiel Freden 6 | Marcatori | Turey 6 |

| Arbitro: | Licis (LAT), Stolarovs (LAT) |

|                 |           |              |
| Poltoratskaya 6 | Marcatori | Nascimento 5 |

| Arbitro: | Din (ROU), Dinu (ROU) |

|           |           |            |
| Gorbicz 6 | Marcatori | Postnova 8 |

| Arbitro: | Gjeding (DEN), Hansen (DEN) |

|            |           |        |
| Postnova 8 | Marcatori | Worz 8 |

| Squadra          | Giocate | Vinte | Pareggiate | Perse | Gol fatti | Gol subiti | Differenza reti | Punti |
| ---------------- | ------- | ----- | ---------- | ----- | --------- | ---------- | --------------- | ----- |
| 1. Russia        | 5       | 4     | 1          | 0     | 148       | 125        | +23             | 9     |
| 2. Corea del Sud | 5       | 3     | 1          | 1     | 155       | 127        | +28             | 7     |
| 3. Ungheria      | 5       | 2     | 1          | 2     | 129       | 142        | -13             | 5     |
| 4. Svezia        | 5       | 2     | 0          | 3     | 102       | 112        | -10             | 4     |
| 5. Brasile       | 5       | 1     | 1          | 3     | 94        | 104        | -10             | 3'    |
| 6. Germania      | 5       | 1     | 0          | 4     | 127       | 145        | -18             | 2     |

#### Seconda fase
Quarti di finale
| Arbitro: | Liu, Liu(CHN) |

|            |           |           |
| Bliznova 6 | Marcatori | Signate 7 |

Semifinale
| Arbitro: | Baum, Goralczyk (POL) |

|           |           |            |
| Görbicz 3 | Marcatori | Bliznova 6 |

Finale
| Arbitro: | Bord (FRA), Buy (FRA) |

|              |           |            |
| Riegelhuth 9 | Marcatori | Bliznova 6 |

## Pallanuoto

### Torneo femminile
La nazionale russa si è qualificata per i Giochi nel torneo preolimpico mondiale.

#### Prima fase
| Data      | Ora   | Partita     | Partita | Partita |
| --------- | ----- | ----------- | ------- | ------- |
| 11 agosto | 14:20 | Italia      | 9 - 8   | Russia  |
| 13 agosto | 17:00 | Cina        | 13 - 11 | Russia  |
| 15 agosto | 14:20 | Stati Uniti | 12 - 7  | Russia  |

|    | Squadra     | Pti | G | V | P | S | GF | GS | Diff |
| -- | ----------- | --- | - | - | - | - | -- | -- | ---- |
| 1. | Stati Uniti | 5   | 3 | 2 | 1 | 0 | 33 | 27 | +6   |
| 2. | Italia      | 5   | 3 | 2 | 1 | 0 | 28 | 26 | +2   |
| 3. | Cina        | 2   | 3 | 1 | 0 | 2 | 33 | 33 | 0    |
| 4. | Russia      | 0   | 3 | 0 | 0 | 3 | 26 | 34 | -8   |

## Pallavolo

### Torneo maschile
La nazionale russa si è qualificata per i Giochi giungendo seconda nella Coppa del Mondo 2007.

#### Squadra
La squadra era formata da:
- Aleksandr Korneev
- Semën Poltavskij
- Aleksandr Kosarev
- Sergej Grankin
- Sergej Tetjučin
- Vadim Chamutckič
- Jurij Berežko
- Aleksej Ostapenko
- Aleksandr Volkov
- Aleksej Verbov
- Maksim Michajlov
- Aleksej Kulešov

L'allenatore era Vladimir Alekno.

### Torneo femminile
La nazionale russa si è qualificata per i Giochi vincendo il torneo preolimpico europeo.

#### Squadra
| N° | Nome                 | Ruolo | Data di nascita   | Squadra          |
| -- | -------------------- | ----- | ----------------- | ---------------- |
| -  | Giovanni Caprara     | All   | 7 novembre 1962   | -                |
| 1  | Marija Borodakova    | C     | 8 marzo 1986      | Dinamo Mosca     |
| 3  | Natal'ja Alimova     | C     | 9 dicembre 1978   | VK Leningradka   |
| 4  | Ol'ga Fateeva        | O     | 4 maggio 1984     | Zareč'e Odincovo |
| 5  | Ljubov' Sokolova     | S     | 4 dicembre 1977   | Zareč'e Odincovo |
| 6  | Elena Godina         | S     | 17 settembre 1977 | Dinamo Mosca     |
| 8  | Evgenija Artamonova  | S     | 17 luglio 1975    | Uraločka NTMK    |
| 11 | Ekaterina Gamova     | O     | 17 ottobre 1980   | Dinamo Mosca     |
| 12 | Marina Šešenina      | P     | 26 giugno 1985    | Uraločka NTMK    |
| 14 | Ekaterina Kabešova   | L     | 5 agosto 1986     | VK Leningradka   |
| 15 | Aleksandra Pasynkova | O     | 14 aprile 1987    | Uraločka NTMK    |
| 16 | Julija Merkulova     | C     | 17 febbraio 1984  | Zareč'e Odincovo |
| 18 | Marina Akulova       | P     | 13 dicembre 1985  | VK Samorodok     |

## Pentathlon moderno
| Gara      | Atleta               | Tiro  | Tiro  | Scherma  | Scherma | Nuoto   | Nuoto | Equitazione | Equitazione | Corsa    | Corsa | Punteggio totale | Posizione |
| Gara      | Atleta               | Punti | Punt. | Vittorie | Punt.   | Tempo   | Punt. | Punti       | Punt.       | Tempo    | Punt. | Punteggio totale | Posizione |
| --------- | -------------------- | ----- | ----- | -------- | ------- | ------- | ----- | ----------- | ----------- | -------- | ----- | ---------------- | --------- |
| Maschile  | Ilia Frolov          | 178   | 1072  | 18       | 832     | 2'04"01 | 1312  | 86,35       | 828         | 9'18"00  | 1224  | 5268             | 20        |
| Maschile  | Andrej Moiseev       | 186   | 1168  | 26       | 1023    | 2'02"55 | 1332  | 67,70       | 1060        | 9'48"75  | 1048  | 5632             | Oro       |
| Femminile | Evdokia Grečičnikova | 178   | 1072  | 20       | 880     | 2'26"37 | 1164  | 70,17       | 876         | 10'43"65 | 1148  | 5240             | 25        |
| Femminile | Tat'jana Muratova    | 179   | 1084  | 22       | 928     | 2'22"98 | 1208  | 76,56       | 1108        | 10'49"35 | 1124  | 5452             | 12        |

## Pugilato
| Gara                | Atleta             | Sedicesimi                         | Ottavi                               | Quarti                       | Semifinali                       | Finale                      |
| ------------------- | ------------------ | ---------------------------------- | ------------------------------------ | ---------------------------- | -------------------------------- | --------------------------- |
| Pesi mosca leggeri  | David Ayrapetyan   | Georgiy Chygayev (Ucraina) 11-13   |                                      |                              |                                  |                             |
| Pesi mosca          | Georgij Balakšin   | bye                                | Mirat Sarsembayev (Kazakistan) 12-4  | Jitender Kumar (India) 15-11 | Andry Laffita (Cuba) 8-9         | Bronzo                      |
| Pesi gallo          | Sergej Vodopyanov  | McJoe Arroyo (Porto Rico) 10-5     | Akhil Kumar (India) 9-(+9)           |                              |                                  |                             |
| Pesi piuma          | Albert Selimov     | Vasyl Lomačenko (Ucraina) 7-14     |                                      |                              |                                  |                             |
| Pesi leggeri        | Aleksej Tishchenko | Saifeddine Nejmaoui (Tunisia) 10-2 | Anthony Little (Australia) 11-3      | Darley Pérez (Colombia) 13-5 | Hrachik Javakhyan (Armenia) 10-5 | Daouda Sow (Francia) 11-9   |
| Pesi welter leggeri | Gennadij Kovalëv   | Maimaitituersun Qiong (Cina) 15-8  | Richarno Colin (Mauritius) 15-4      | Roniel Iglesias (Cuba) 2-5   |                                  |                             |
| Pesi welter         | Andrey Balanov     | Mujandjae Kasuto (Namibia) 8-5     | Demetrius Andrade (Stati Uniti) 3-14 |                              |                                  |                             |
| Pesi medi           | Matvey Korobov     | Naim Terbunja (Svezia) 18-6        | Bakhtiyar Artayev (Kazakistan) 7-10  |                              |                                  |                             |
| Pesi mediomassimi   | Artur Beterbiev    | Kennedy Katende (Svezia) 15-3      | Zhang Xiaoping (Cina) 2-8            |                              |                                  |                             |
| Pesi massimi        | Rachim Čakčev      |                                    | Ali Mazaheri (Iran) 7-3              | John M'Bumba (Francia) 18-9  | Osmay Acosta (Cuba) 10-5         | Clemente Russo (Italia) 4-2 |
| Pesi supermassimi   | Islam Timurziev    |                                    | David Price (Gran Bretagna) RSC      |                              |                                  |                             |

## Scherma
| Gara                 | Atleta                                                 | Turno 1                              | Sedicesimi                             | Ottavi | Quarti     | Semifinali        | Finale       |
| -------------------- | ------------------------------------------------------ | ------------------------------------ | -------------------------------------- | ------ | ---------- | ----------------- | ------------ |
| Sciabola individuale | Nikolaj Kovalëv                                        | Alex O'Connell (Gran Bretagna) 15-14 | Jaime Marti (Spagna) 12-15             |        |            |                   |              |
| Sciabola individuale | Stanislav Pozdniakov                                   | bye                                  | Nicolas Lopez (Francia) 8-15           |        |            |                   |              |
| Sciabola individuale | Aleksej Jakimenko                                      | bye                                  | Aliaksandr Buikevič (Bielorussia) 9-15 |        |            |                   |              |
| Spada individuale    | Anton Avdeev                                           | bye                                  | Ulrich Robeiri (Francia) 11-15         |        |            |                   |              |
| Sciabola a squadre   | Nikolaj Kovalëv Stanislav Pozdniakov Aleksej Jakimenko |                                      |                                        |        | Cina 45-36 | Stati Uniti 44-45 | Italia 44-45 |

| Gara                 | Atleta                                                             | Turno 1 | Sedicesimi                       | Ottavi                             | Quarti                             | Semifinali                        | Finale                           |
| -------------------- | ------------------------------------------------------------------ | ------- | -------------------------------- | ---------------------------------- | ---------------------------------- | --------------------------------- | -------------------------------- |
| Fioretto individuale | Aida Chanayeva                                                     | bye     | Sylwia Gruchała (Polonia) 12-11  | Giovanna Trillini (Italia) 3-15    |                                    |                                   |                                  |
| Fioretto individuale | Evgenija Lamonova                                                  | bye     | Anja Schache (Germania) 15-2     | Aida Mohamed (Ungheria) 15-5       | Margherita Granbassi (Italia) 7-12 |                                   |                                  |
| Fioretto individuale | Viktorija Nikišina                                                 | bye     | Delila Hatuel (Israele) 10-9     | Margherita Granbassi (Italia) 4-11 |                                    |                                   |                                  |
| Sciabola individuale | Ekaterina Diačenko                                                 | bye     | Madoka Hisagae (Giappone) 15-10  | Olena Chomrova (Ucraina) 14-15     |                                    |                                   |                                  |
| Sciabola individuale | Elena Nečaeva                                                      | bye     | Irena Więckowska (Polonia) 12-15 |                                    |                                    |                                   |                                  |
| Sciabola individuale | Sofiya Velikaya                                                    | bye     | Halyna Pundyk (Ucraina) 15-7     | Ilaria Bianco (Italia) 15-6        | Xue Tan (Cina) 15-9                | Sada Jacobson (Stati Uniti) 11-15 | Rebecca Ward (Stati Uniti) 14-15 |
| Spada individuale    | Tatiana Logounova                                                  |         | Emma Samuelsson (Svezia) 6-15    |                                    |                                    |                                   |                                  |
| Spada individuale    | Lubov Šutova                                                       |         | Emese Szász (Ungheria) 15-12     | Ana Branza (Romania) 13-15         |                                    |                                   |                                  |
| Fioretto a squadre   | Svetlana Bojko Aida Chanayeva Evgenija Lamonova Viktorija Nikišina |         |                                  |                                    | Egitto 45-23                       | Italia 22-21                      | Stati Uniti 28-21                |
| Sciabola a squadre   |                                                                    |         |                                  | Ucraina 34-45                      |                                    |                                   |                                  |

## Sollevamento pesi
| Gara    | Atleta              | Strappo | Strappo | Slancio | Slancio | Totale | Posizione |
| Gara    | Atleta              | Ris.    | Pos.    | Ris.    | Pos.    | Totale | Posizione |
| ------- | ------------------- | ------- | ------- | ------- | ------- | ------ | --------- |
| 77 kg   | Oleg Perepečenov    | 162     | 5       | 192     | 9       | 354    | 5         |
| 94 kg   | Khadjimourad Akkaev | 185     | 1       | 217     | 4       | 402    | Bronzo    |
| 94 kg   | Roman Konstantinov  | 175     | 8       | 212     | 8       | 387    | 8         |
| 105 kg  | Dmitrij Klokov      | 193     | 3       | 230     | 3       | 423    | Argento   |
| 105 kg  | Dmitrij Lapikov     | 190     | 5       | 230     | 2       | 420    | Bronzo    |
| +105 kg | Evgenij Chigishev   | 210     | 1       | 250     | 2       | 460    | Argento   |

| Gara  | Atleta             | Strappo | Strappo | Slancio      | Slancio      | Totale       | Posizione    |
| Gara  | Atleta             | Ris.    | Pos.    | Ris.         | Pos.         | Totale       | Posizione    |
| ----- | ------------------ | ------- | ------- | ------------ | ------------ | ------------ | ------------ |
| 58 kg | Marina Šainova     | 98      | 5       | 129          | 3            | 227          | Argento      |
| 63 kg | Svetlana Carukaeva | 0       | -       | non concluso | non concluso | non concluso | non concluso |
| 69 kg | Oksana Slivenko    | 115     | 2       | 140          | 2            | 255          | Argento      |
| 75 kg | Nadežda Evstuchina | 117     | 3       | 147          | 2            | 264          | Bronzo       |

## Tennis
| Gara                | Atleta                           | Trentaduesimi                         | Sedicesimi                                                              | Ottavi                                         | Quarti                                               | Semifinali                         | Finale                                |
| ------------------- | -------------------------------- | ------------------------------------- | ----------------------------------------------------------------------- | ---------------------------------------------- | ---------------------------------------------------- | ---------------------------------- | ------------------------------------- |
| Singolare maschile  | Igor' Andreev                    | Sam Querrey (Stati Uniti) 6-4 6-4     | Michaël Llodra (Francia) 6-4 3-6 6-1                                    | Rafael Nadal (Spagna) 4-6 2-6                  |                                                      |                                    |                                       |
| Singolare maschile  | Nikolaj Davydenko                | Ernests Gulbis (Lettonia) 6-4 6-2     | Paul-Henri Mathieu (Francia) 5-7 3-6                                    |                                                |                                                      |                                    |                                       |
| Singolare maschile  | Dmitrij Tursunov                 | Roger Federer (Svizzera) 4-6 2-6      |                                                                         |                                                |                                                      |                                    |                                       |
| Singolare maschile  | Michail Južnyj                   | Jiří Vaněk (Rep. Ceca) 6-4 6-1        | Thomas Johansson (Svezia) 7-5 6-2                                       | Novak Đoković (Serbia) 63-7 3-6                |                                                      |                                    |                                       |
| Doppio maschile     | Igor' Andreev Nikolaj Davydenko  |                                       | James Blake Sam Querrey (Stati Uniti) 6-3 6-4                           | Steve Darcis Olivier Rochus (Belgio) 7-66 6-2  | Arnaud Clément Michaël Llodra (Francia) 2-6 7-64 4-6 |                                    |                                       |
| Doppio maschile     | Dmitrij Tursunov Michail Južnyj  |                                       | Fernando González Nicolás Massú (Cile) 7-65 6-4                         | Roger Federer Stan Wawrinka (Svizzera) 4-6 3-6 |                                                      |                                    |                                       |
| Singolare femminile | Elena Dement'eva                 | Kateryna Bondarenko (Ucraina) 6-1 6-4 | Sofia Arvidsson (Svezia) 6-3 6-4                                        | Caroline Wozniacki (Danimarca) 7-63 6-2        | Serena Williams (Stati Uniti) 3-6 6-4 6-3            | Vera Zvonarëva (Russia) 6-3 7-63   | Dinara Safina (Russia) 3-6 7-5 6-2    |
| Singolare femminile | Svetlana Kuznecova               | Li Na (Cina) 65-7 4-6                 |                                                                         |                                                |                                                      |                                    |                                       |
| Singolare femminile | Dinara Safina                    | Mara Santangelo (Italia) 6-3 7-61     | María José Martínez Sánchez (Spagna) 7-63 6-1                           | Zheng Jie (Cina) 6-4 6-3                       | Jelena Janković (Serbia) 6-2 5-7 6-3                 | Li Na (Cina) 7-63 7-5              | Elena Dement'eva (Russia) 6-3 5-7 3-6 |
| Singolare femminile | Vera Zvonarëva                   | Yan Zi (Cina) 6-0 6-2                 | Shahar Peer (Israele) 6-3 7-64                                          | Francesca Schiavone (Italia) 7-64 6-4          | Sybille Bammer (Austria) 6-3 3-6 6-3                 | Elena Dement'eva (Russia) 3-6 63-7 | Li Na (Cina) 6-0 7-5                  |
| Doppio femminile    | Svetlana Kuznecova Dinara Safina |                                       | Mara Santangelo Roberta Vinci (Italia) 6-1 3-6 7-5                      | Sania Mirza Sunitha Rao (India) 6-4 6-4        | Yan Zi Jie Zheng (Cina) 3-6 7-5 8-10                 |                                    |                                       |
| Doppio femminile    | Elena Vesnina Vera Zvonarëva     |                                       | Nuria Llagostera Vives María José Martínez Sánchez (Spagna) 2-6 6-1 6-3 | Gisela Dulko Betina Jozami (Argentina) 6-2 6-3 | Serena Williams Venus Williams (Stati Uniti) 4-6 0-6 |                                    |                                       |

## Tennis tavolo
| Gara              | Atleta          | Preliminari | Turno 1                                                                | Turno 2                                                      | Turno 3                                                | Turno 4 | Quarti | Semifinali | Finale |
| ----------------- | --------------- | ----------- | ---------------------------------------------------------------------- | ------------------------------------------------------------ | ------------------------------------------------------ | ------- | ------ | ---------- | ------ |
| Singolo maschile  | Fedor Kuzmin    | bye         | Mihai Bobocica (Italia) 1-4 (7-11, 11-3, 5-11, 7-11, 10-12)            |                                                              |                                                        |         |        |            |        |
| Singolo maschile  | Aleksej Smirnov | bye         | bye                                                                    | Doan Kien Quoc (Vietnam) 4-1 (11-3, 5-11, 11-4, 14-12, 11-8) | Kan Yo (Giappone) 1-4 (11-9, 8-11, 9-11, 12-14, 15-17) |         |        |            |        |
| Singolo femminile | Oksana Fadeeva  | bye         | Nikoleta Stefanova (Italia) 0-4 (5-11, 5-11, 7-11, 6-11)               |                                                              |                                                        |         |        |            |        |
| Singolo femminile | Svetlana Ganina | bye         | Sang Xu Stephanie (Australia) walkover                                 |                                                              |                                                        |         |        |            |        |
| Singolo femminile | Irina Kotikhina | bye         | Miao Miao (Australia) 3-4 (9-11, 13-15, 11-5, 12-10, 8-11, 11-4, 9-11) |                                                              |                                                        |         |        |            |        |

### Gara a squadre maschile
La squadra russa era formata da Dmitrij Mazunov, Fedor Kuzmin e Aleksej Smirnov.

#### Prima fase
| 13 agosto 2008 | Hong Kong | 3 – 1 | Russia |  |

| 13 agosto 2008 | Giappone | 3 – 0 | Russia |  |

| 14 agosto 2008 | Russia | 2 – 3 | Nigeria |  |

| Squadra   | P.ti | G | V | P | GV | GP |
| --------- | ---- | - | - | - | -- | -- |
| Giappone  | 6    | 3 | 3 | 0 | 9  | 0  |
| Hong Kong | 5    | 3 | 2 | 1 | 6  | 4  |
| Nigeria   | 4    | 3 | 1 | 2 | 3  | 8  |
| Russia    | 3    | 3 | 0 | 3 | 3  | 9  |

## Tiro
| Gara                         | Atleta                    | Qualificazioni | Qualificazioni | Finale    | Finale       | Finale |
| Gara                         | Atleta                    | Punteggio      | Pos.           | Punteggio | Punt. totale | Pos.   |
| ---------------------------- | ------------------------- | -------------- | -------------- | --------- | ------------ | ------ |
| Carabina 10 m aria compressa | Sergei Kruglov            | 595            | 5              | 102,0     | 697,0        | 8      |
| Carabina 10 m aria compressa | Konstantin Prikhodtchenko | 595            | 7              | 103,4     | 698,4(+10)   | 5      |
| Carabina 50 m a terra        | Artem Chadjibekov         | 594            | 13             |           |              |        |
| Carabina 50 m a terra        | Konstantin Prichodčenko   | 595            | 7              | 104,0     | 699,0        | 5      |
| Carabina 50 m tre posizioni  | Artem Chadjibekov         | 1167           | 14             |           |              |        |
| Carabina 50 m tre posizioni  | Sergej Kovalenko          | 1166           | 18             |           |              |        |
| Pistola 10 m aria compressa  | Leonid Ekimov             | 582            | 5              | 97,5      | 680,5        | 5      |
| Pistola 10 m aria compressa  | Michail Nestruev          | 575            | 29             |           |              |        |
| Pistola 25 m automatica      | Leonid Ekimov             | 581            | 2              | 197,2     | 778,2        | 4      |
| Pistola 25 m automatica      | Aleksej Klimov            | 577            | 8              |           |              |        |
| Pistola 50 m                 | Vladimir Isakov           | 563            | 5              | 95,9      | 659,5(+9,1)  | Bronzo |
| Pistola 50 m                 | Michail Nestruev          | 552            | 24             |           |              |        |
| Skeet                        | Valerij Šomin             | 115            | 19             |           |              |        |
| Skeet                        | Konstantin Curanov        | 113            | 23             |           |              |        |
| Trap                         | Aleksej Alipov            | 121            | 1              | 21        | 142(+3)      | Bronzo |
| Trap                         | Pavel Gurkin              | 116            | 11             |           |              |        |
| Double trap                  | Vitaly Fokeev             | 130            | 16             |           |              |        |
| Double trap                  | Vasily Mosin              | 131            | 14             |           |              |        |

| Gara                         | Atleta             | Qualificazioni | Qualificazioni | Finale    | Finale       | Finale  |
| Gara                         | Atleta             | Punteggio      | Pos.           | Punteggio | Punt. totale | Pos.    |
| ---------------------------- | ------------------ | -------------- | -------------- | --------- | ------------ | ------- |
| Carabina 10 m aria compressa | Olga Desyatskaya   | 394            | 18             |           |              |         |
| Carabina 10 m aria compressa | Ljubov' Galkina    | 399            | 2              | 103,1     | 502,1        | Argento |
| Carabina 50 m tre posizioni  | Ljubov' Galkina    | 585            | 8              | 102,6     | 687,6        | 4       |
| Carabina 50 m tre posizioni  | Tat'jana Goldobina | 578            | 18             |           |              |         |
| Pistola 10 m aria compressa  | Natal'ja Paderina  | 391            | 1              | 98,1      | 489,1        | Argento |
| Pistola 10 m aria compressa  | Svetlana Smirnova  | 383            | 10             |           |              |         |
| Pistola 25 m                 | Julija Alipava     | 579            | 18             |           |              |         |
| Pistola 25 m                 | Natal'ja Paderina  | 579            | 19             |           |              |         |
| Skeet                        | Svetlana Demina    | 66             | 12             |           |              |         |
| Trap                         | Irina Laricheva    | 64             | 9              |           |              |         |

## Tiro con l'arco
| Gara                  | Atleta                                           | Turno di qualificazione | Turno di qualificazione | Turno 1                                            | Turno 2                               | Ottavi                            | Quarti                            | Semifinali                               | Finale                              |  |
| Gara                  | Atleta                                           | Punteggio               | Pos.                    | Turno 1                                            | Turno 2                               | Ottavi                            | Quarti                            | Semifinali                               | Finale                              |  |
| --------------------- | ------------------------------------------------ | ----------------------- | ----------------------- | -------------------------------------------------- | ------------------------------------- | --------------------------------- | --------------------------------- | ---------------------------------------- | ----------------------------------- |  |
| Individuale maschile  | Andrej Abramov                                   | 660                     | 25                      | Butch Johnson (Stati Uniti) 109(+25)-109(+26)      |                                       |                                   |                                   |                                          |                                     |  |
| Individuale maschile  | Bair Badënov                                     | 658                     | 31                      | Laurence Godfrey (Gran Bretagna) 114-109           | Mangal Singh Champia (India) 109-108  | Jay Lyon (Canada) 115-110         | Cheng Chu Sian (Malaysia) 109-104 | Viktor Ruban (Ucraina) 112(+18)-112(+20) | Juan René Serrano (Messico) 115-110 |  |
| Individuale maschile  | Balžinima Cyrempilov                             | 671                     | 6                       | Daniel Pavlov (Bulgaria) 112-102                   | Chen Szu Yuan (Taipei cinese) 109-101 | Moriya Ryuichi (Giappone) 110-113 |                                   |                                          |                                     |  |
| Squadre maschile      | Andrej Abramov Bair Badënov Balžinima Cyrempilov | 1989                    | 4                       |                                                    |                                       | bye                               | Cina 208-217                      |                                          |                                     |  |
| Individuale femminile | Miroslava Dagbaeva                               | 637                     | 23                      | Rina Dewi Puspitasari (Indonesia) 106(+10)-106(+9) | Ana Rendon (Colombia) 106-110         |                                   |                                   |                                          |                                     |  |
| Individuale femminile | Natalia Erdyniyeva                               | 647                     | 11                      | Nathalie Dielen (Svizzera) 107-102                 | Iwona Marcinkiewicz (Polonia) 104-103 | Zhang Juanjuan (Cina) 98-110      |                                   |                                          |                                     |  |

## Triathlon
| Gara           | Atleta               | Nuoto  | Ciclismo     | Corsa        | Tempo totale | Posizione    |
| -------------- | -------------------- | ------ | ------------ | ------------ | ------------ | ------------ |
| Gara maschile  | Aleksandr Bruchankov | 18'10" | 59'08"       | 33'01"       | 1h 51'22"59  | 24           |
| Gara maschile  | Dmitrij Polyanski    | 18'15" | 59'07"       | 32'53"       | 1h 51'11"61  | 22           |
| Gara maschile  | Igor Sysoyev         | 18'02" | 59'15"       | 31'41"       | 1h 49'59"38  | 9            |
| Gara femminile | Irina Abysova        | 20'26" | non concluso | non concluso | non concluso | non concluso |
| Gara femminile | Olga Zaousailova     | 20'58" | 1h 26'52"    | 39'01"       | 2h 06'24"26  | 36           |

## Tuffi
| Gara                    | Atleta                                                 | Preliminari | Preliminari | Semifinale | Semifinale | Finale | Finale  |
| Gara                    | Atleta                                                 | Punti       | Pos.        | Punti      | Pos.       | Punti  | Pos.    |
| ----------------------- | ------------------------------------------------------ | ----------- | ----------- | ---------- | ---------- | ------ | ------- |
| Trampolino 3 m          | Aleksandr Michajlovič Dobroskok                        | 431,15      | 17          | 412,00     | 17         |        |         |
| Trampolino 3 m          | Dmitrij Ivanovič Sautin                                | 474,85      | 4           | 476,35     | 8          | 512,65 | 4       |
| Piattaforma 10 m        | Gleb Sergeevič Gal'perin                               | 499,95      | 3           | 508,95     | 4          | 525,80 | Bronzo  |
| Piattaforma 10 m        | Oleg Aleksandrovič Vikulov                             | 375,40      | 27          |            |            |        |         |
| Trampolino 3 m sincro   | Jurij Aleksandrovič Kunakov Dmitrij Ivanovič Sautin    |             |             |            |            | 421,98 | Argento |
| Piattaforma 10 m sincro | Dmitrij Michajlovič Dobroskok Gleb Sergeevič Gal'perin |             |             |            |            | 445,26 | Bronzo  |

| Gara                  | Atleta                                  | Preliminari | Preliminari | Semifinale | Semifinale | Finale | Finale  |
| Gara                  | Atleta                                  | Punti       | Pos.        | Punti      | Pos.       | Punti  | Pos.    |
| --------------------- | --------------------------------------- | ----------- | ----------- | ---------- | ---------- | ------ | ------- |
| Trampolino 3 m        | Svetlana Filippova                      | 274,20      | 19          |            |            |        |         |
| Trampolino 3 m        | Julija Pachalina                        | 358,15      | 2           | 383,50     | 2          | 398,60 | Argento |
| Piattaforma 10 m      | Natal'ja Gončarova                      | 240,45      | 28          |            |            |        |         |
| Trampolino 3 m sincro | Julija Pachalina Anastasija Pozdnjakova |             |             |            |            | 323,61 | Argento |

## Vela
| Gara                   | Atleta                                            | Regata | Regata | Regata | Regata | Regata | Regata | Regata | Regata | Regata     | Regata     | Regata | Punteggio | Pos. |
| Gara                   | Atleta                                            | 1      | 2      | 3      | 4      | 5      | 6      | 7      | 8      | 9          | 10         | M      | Punteggio | Pos. |
| ---------------------- | ------------------------------------------------- | ------ | ------ | ------ | ------ | ------ | ------ | ------ | ------ | ---------- | ---------- | ------ | --------- | ---- |
| Windsurf maschile      | Aleksej Tokarev                                   | 33     | 31     | 35     | 32     | 32     | 27     | 30     | 31     | 33         | 30         |        | 279       | 34   |
| Windsurf femminile     | Tatiana Bazyuk                                    | 24     | 23     | 24     | 19     | 21     | 20     | 22     | 21     | 25         | 24         |        | 198       | 24   |
| Laser maschile         | Igor Lisovenko                                    | 11     | 14     | 4      | 8      | 7      | 26     | 37     | 20     | 7          | cancellata |        | 93        | 11   |
| Laser Radial femminile | Anastasia Černova                                 | 7      | 28     | 26     | 16     | 18     | 23     | 24     | 26     | 28         | cancellata |        | 168       | 27   |
| 470 maschile           | Maksim Šeremetev Michail Šeremetev                | 27     | 21     | 22     | 21     | 24     | 12     | 11     | 11     | 18         | 17         |        | 157       | 20   |
| Yngling                | Natal'ja Ivanova Diana Kruckich Ekaterina Skudina | 3      | 8      | 12     | 10     | 15     | 1      | 6      | 6      | cancellate | cancellate | 12     | 58        | 6    |
| Finn                   | Eduard Skornyakov                                 | 24     | 20     | 17     | 13     | 8      | 18     | 12     | 14     |            |            |        | 102       | 17   |